# Reorganização do Exército Brasileiro na ditadura militar

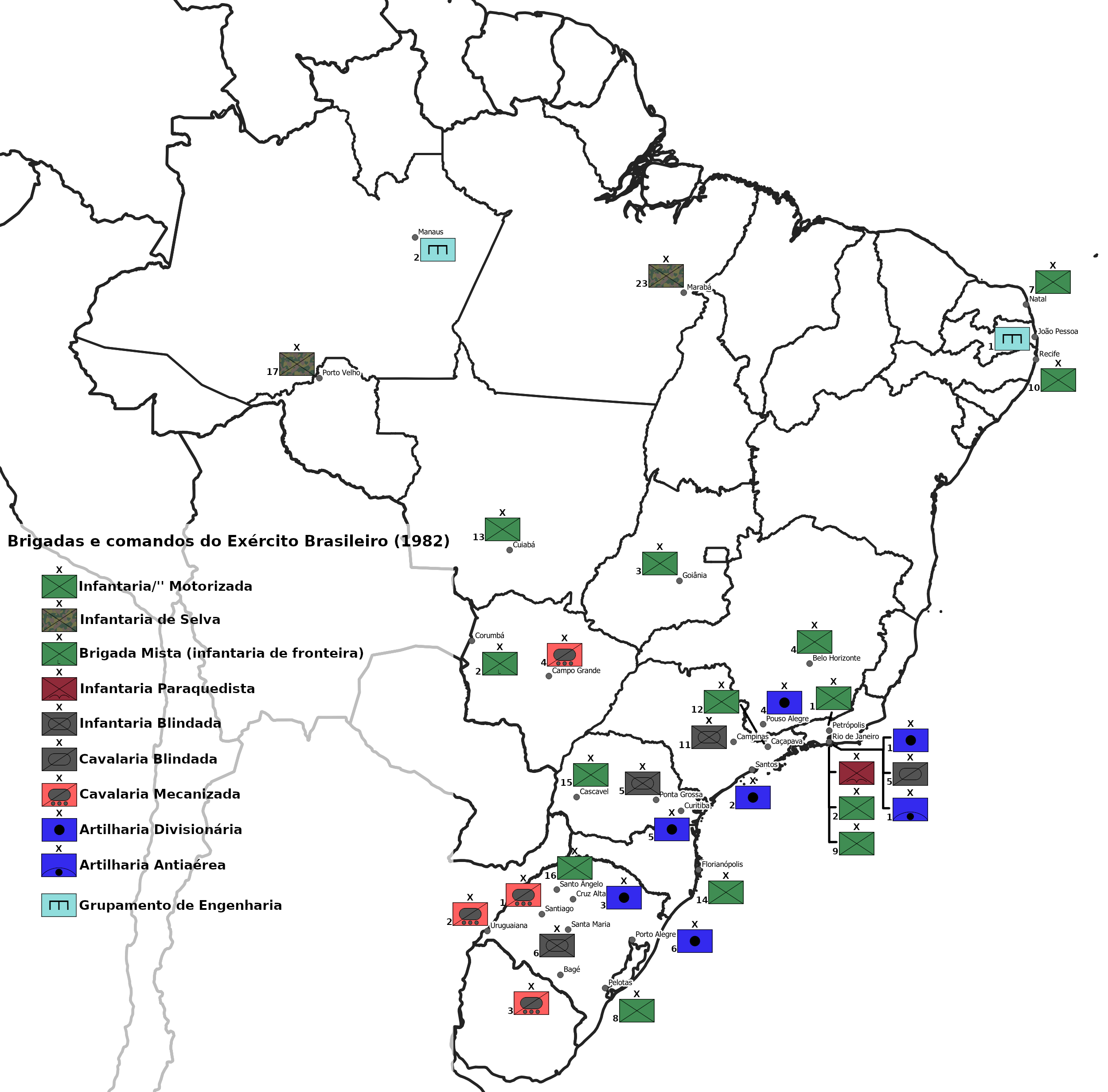
Distribuição geográfica das brigadas criadas pela reorganização (1982)

A reorganização do Exército Brasileiro na ditadura militar (1964–1985) centrou sua ordem de batalha nas brigadas e elevou seu nível tecnológico. Foi realizada quando os militares eram poder dirigente no país, interessados no poderio das Forças Armadas, mas os gastos militares relativos à população e economia não eram altos para o padrão mundial. As mudanças, ocorridas principalmente nos anos 70, elevaram o poder de combate do Exército, mas a derrota das Forças Armadas Argentinas na Guerra das Malvinas de 1982 levou à conclusão de que o Brasil estava defasado, inaugurando uma nova fase de reformas na Nova República com o plano Força Terrestre 90 e seus sucessores.
O país estava alinhado aos Estados Unidos na Guerra Fria, mas diminuiu sua dependência militar pelo desenvolvimento de uma doutrina militar e indústria bélica próprias e o rompimento do Acordo Militar em 1977. Houve tensões com a Argentina nos anos 70, posteriormente acalmadas. A maior preocupação na área de segurança era com a luta armada de esquerda, contra a qual surgiram unidades de contrainsurgência e órgãos de inteligência e repressão como os DOI-CODI. Ainda assim, as autoridades militares não abriam mão de desenvolver as capacidades de guerra convencional, como pode ser visto na expansão das forças mecanizadas e blindadas. Essa modernização era considerada fonte de legitimidade nacional e internacional.
As mudanças eram exigidas nos anos 60 por oficiais otimistas com as possibilidades econômicas e inconformados com a condição da força terrestre, tecnologicamente obsoleta e com organização inconsistente. As principais grandes unidades eram divisões desfalcadas e incompletas. Estudos no Estado-Maior do Exército produziram o Plano Diretor de 1970, após o qual as grandes unidades eram brigadas de infantaria e cavalaria coordenadas por Divisões de Exército. O escalão regimento deixou de existir na infantaria e artilharia. As divisões permaneceram subordinadas a quatro Exércitos e dois Comandos Militares, com as forças concentradas no Rio de Janeiro e na região Sul, mas houve uma expansão moderada na Amazônia e a criação de unidades especializadas na selva.
Até então, o Exército tinha tanto forças motorizadas, mecanizadas e blindadas quanto infantaria a pé e cavalaria hipomóvel; essas duas categorias foram muito reduzidas no período. As tropas foram reaparelhadas com novas armas leves, caminhões, carros de combate M41, blindados M113, EE-9 Cascavel e EE-11 Urutu e obuseiros, incluindo artilharia autopropulsada. Organizavam-se em brigadas de infantaria (comum, motorizada, paraquedista e blindada) e cavalaria (mecanizada e blindada), cada qual com três a quatro batalhões de manobra junto a unidades de apoio de combate e logístico. O efetivo era de ao redor de 170.000 nos anos 70, chegando a 194.380 em 1985. A ordem de batalha à base de brigadas permanece em vigor no início do século XXI.

## Contexto

Coluna militar durante manifestações em 1968

Na ditadura militar o poder político foi concentrado em “anéis” de tecnocratas das estatais, militares influentes no governo e representantes do grande capital, com os militares assumindo papel dirigente, exercido em prol dos interesses dominantes. Para manter a unidade corporativa, após o golpe de Estado de 1964 houve um expurgo dos militares dissidentes, alinhados ao governo deposto, mas nos anos seguintes surgiriam dissidências políticas de linha-dura, assim como tensões nos altos escalões, como a disputa entre o general-presidente Ernesto Geisel e o ministro do Exército Sílvio Frota.
O alto escalão reformou a progressão de carreira, condições de exercício das funções civis, direito a manifestações públicas e outras questões para afastar os escalões intermediários da política. Surgiu a proposta de unificar a direção política das três Armas em um ministério unificado, mas ela não teve sucesso e havia dissensões entre as Armas. O período também foi marcado pela ascensão do Serviço Nacional de Informações, com uma “comunidade de informações” derivada, mas autônoma, das Forças Armadas. O controle do Exército sobre as Polícias Militares foi reforçado, eliminando o poder bélico estadual remanescente, e as polícias reorientadas para o enfrentamento à guerrilha e manutenção da ordem pública.
Uma das prioridades do regime implantado em 1964 era a modernização das Forças Armadas. Por dados de 1982, os gastos com a defesa chegaram a 12% do orçamento naquele ano, após uma duplicação de 1974 a 1980. Entretanto, ao final dos anos 70 a pesada dívida pública limitava a demanda militar. Estimativas do SIPRI com dólares de 2018 indicam um pico de gastos em 1976, superado apenas em 1985, com gastos muito maiores nos anos seguintes. Por estimativas americanas, em 1977 os gastos militares per capita brasileiros eram metade dos argentinos, e baixos para o padrão mundial. Na América Latina como um todo, os orçamentos militares permaneceram baixos na Guerra Fria, mesmo com a tradição de governos militares.
A modernização foi em todas as três Armas. Na Marinha, a Armada e os Fuzileiros Navais tiveram avanços qualitativos, com a modernização do porta-aviões Minas Gerais, a desativação de algumas belonaves antigas e a produção das fragatas da classe Niterói nos estaleiros. Sua meta tecnológica era o submarino nuclear. A Força Aérea adquiriu do exterior os Mirage III e F-5E para superioridade aérea, constituiu os primeiros Cindacta e investiu no vetor de dupla finalidade Veículo Lançador de Satélites/míssil balístico.
A maximização do poderio militar foi ancorada num complexo militar-industrial. A capacidade produtiva ociosa das indústrias civis deveria reaparelhar as Forças Armadas. Universidades, órgãos de pesquisa militares e instituições financeiras estatais alimentaram a indústria bélica nacional. Até então pequena, tornou-se uma das mais sofisticadas do Terceiro Mundo, com um grande mercado exportador para outros países subdesenvolvidos. Surgiram as estatais Embraer, Emgepron e IMBEL. As três maiores do segmento foram a Embraer e as empresas privadas Engesa e Avibras. A participação do setor na economia nacional era muito pequena, e o mercado internacional de armas permanecia quase inteiramente ocupado pelos países industrializados. A expansão foi acompanhada por projetos como o programa nuclear; ele e o programa espacial tiveram destinos possíveis duais, podendo ser tanto civis quanto militares, e enfrentaram oposições externas, especialmente dos americanos.
A principal influência estrangeira no Exército vinha dos Estados Unidos desde a formação da Força Expedicionária Brasileira, tomando o lugar da antiga Missão Militar Francesa. No início do pós-guerra houve uma “fúria copiadora” da organização, equipamento (facilmente importado após o Acordo Militar de 1952), métodos e manuais americanos, a ponto das escolas militares ensinarem o emprego de unidades inexistentes no Brasil. Houve modernização, mas nos anos 50 surgiu insatisfação com a imitação de uma superpotência global, cujo modelo, como ressaltava o general Castelo Branco, era inadequado à realidade brasileira. Ao assumir a Presidência em 1964, Castelo Branco seguiu um alinhamento muito próximo aos Estados Unidos, mas nos governos seguintes houve certo distanciamento e o Brasil rompeu o Acordo Militar em 1977. Desejava-se uma doutrina militar “tupiniquim”, e nos anos 60 a demanda era considerada urgente, sendo finalmente concretizada, ou ao menos tendo suas bases, nas mudanças radicais efetuadas até os anos 70.

## A guerra convencional e a contrainsurgência

Armas e “material subversivo” apreendidos em 1964

Na Guerra Fria as Forças Armadas tinham ambições duplas, a segurança interna, conforme as necessidades dos americanos e do segmento no poder, e o Brasil Potência, com poderio militar. A perspectiva de uma guerra com os países vizinhos era remota nos anos 60. Sob influência americana, oficiais brasileiros imaginavam uma força expedicionária para uma guerra em outro continente. Por sua vez, no pós-guerra os americanos acreditavam que mecanismos como o Tratado Interamericano de Assistência Recíproca impediriam as guerras regionais, e as Forças Armadas latinoamericanas teriam maior importância interna. Oficiais brasileiros estudavam a “guerra revolucionária” desde os anos 50. Com o início da ditadura militar, as Forças Armadas propunham-se a suprimir o dissenso político. Nos anos 60 e 70, uma revolução comunista tornou-se a principal preocupação na área de defesa e segurança.
A ditadura foi confrontada pela luta armada de esquerda, reagindo duramente e construindo um aparelho de inteligência civil e militar. O Centro de Informações do Exército, criado em 1967, centralizou as informações obtidas pelas 2ªs seções dos Estados-Maiores, tomando espaço do Estado-Maior do Exército (EME) e constituindo uma estrutura politicamente importante paralela à cadeia de comando principal. O território foi dividido em Zonas de Defesa Interna, correspondentes aos Exércitos, e através delas os comandantes do Exército podiam recorrer a unidades da Marinha e Força Aérea. Eles contavam também com os novos DOI-CODI, organizações interagências nas quais a maioria do efetivo era de policiais.
O Plano Diretor de 1970 previa duas hipóteses, Alfa, uma guerra revolucionária na América Latina, e Beta, uma guerra entre os blocos ocidental e comunista. A hipótese Alfa era considerada a mais provável e tinha três variantes, a primeira em território nacional, segunda em outro país e terceira como mistura das duas, com uma possível ação ofensiva em território estrangeiro. Na hipótese Beta, o país contribuiria até um corpo de exército expedicionário ao bloco ocidental. A Brigada Paraquedista engajou-se na repressão à luta armada e formou comandos e forças especiais, e a criação das Brigadas de Infantaria de Selva também refletia preocupações internas. O tema era estudado nas escolas militares. O maior laboratório da contrainsurgência foi a Guerrilha do Araguaia (1972–1975).

Carro de combate M41 para guerra convencional

Se viesse, o conflito externo teria como oponente a Argentina. As relações tornaram-se tensas nos anos 70, com uma preocupação argentina de fraqueza diante do Brasil no jogo de poder continental, mas de 1979 em diante houve uma aproximação diplomática. As tensões arrefeceram. Em 1971 o Brasil planejou uma intervenção armada nas eleições no Uruguai, a Operação Trinta Horas.
O combate numa grande guerra insurrecional teria consequências deletérias para o Exército, mas a vasta maioria das tropas não participaram da contrainsurgência. A fraqueza dos guerrilheiros não justificava o emprego de forças regulares em grande escala, e ele teve maus resultados quando foi tentado. A Doutrina de Segurança Nacional e a pressão da linha-dura favoreciam a segurança interna em detrimento da externa, mas os militares consideravam que uma força de guerra convencional poderia adaptar-se a uma guerra irregular, mas não o inverso. Os gastos com o reaparelhamento e a nova organização, especialmente em suas forças mecanizadas e blindadas, eram claramente voltados à guerra convencional. Apesar da rivalidade com a Argentina, o principal motivo era modernizar o Exército como parte da modernização do Estado, obtendo legitimidade nacional e internacional. Para ascender ao status de grande potência, como sonhavam as lideranças, era preciso um Exército à altura.

## Processo das reformas

### Desenvolvimento do Plano de 1970

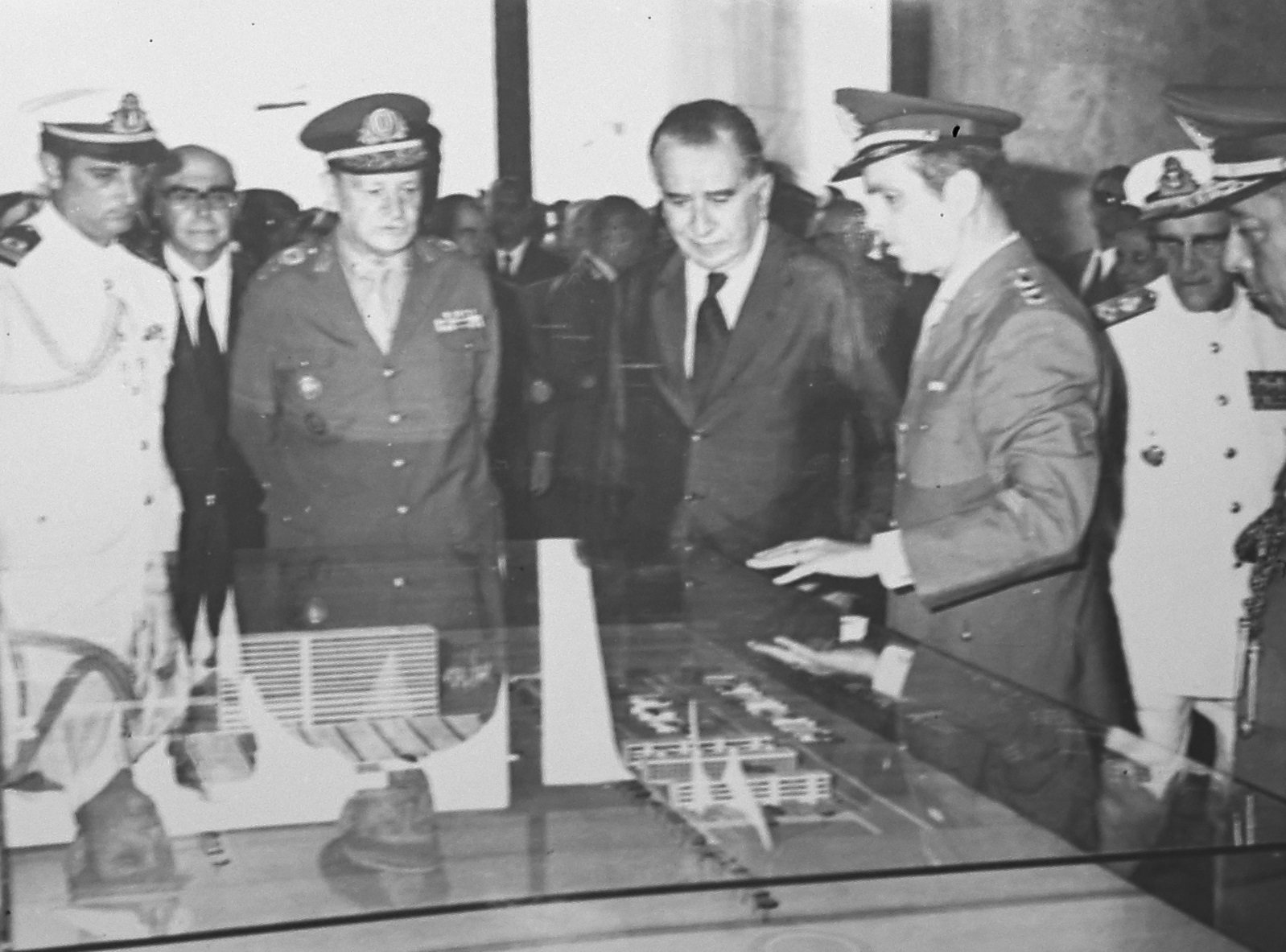
Presidente Emílio Garrastazu Médici inaugura um hospital militar

As reorganizações do Exército ocorriam a cada década. De 1945 a 1964 houve inovações como uma atitude de combate mais ofensiva, a amenização da disciplina, maior qualificação dos praças e diminuição de sua diferença aos oficiais e divisão do território nacional em Zonas Militares, posteriormente transformadas em Exércitos. Com equipamentos americanos, adotaram-se numerosas tecnologias da Segunda Guerra e surgiram forças mecanizadas, blindadas e aeroterrestres. Ainda assim, não foi possível acompanhar o padrão americano.
Nos anos 60 o oficialato via a doutrina e a organização como obsoletas, e periódicos militares como A Defesa Nacional discutiam reformas organizacionais e modernização do material. Ao mesmo tempo, havia otimismo quanto à economia nacional, especialmente com o milagre econômico ao final da década. Estudos do EME de 1967 a 1970 apontaram deficiências de efetivo, distribuição territorial, logística, motivação e equipamento. Havia macrocefalia dos órgãos de direção, e 87% das verbas eram gastas com pessoal, deixando apenas 13% para custeio e investimentos. O contexto político era favorável à mudança, com o debate sobre a modernização podendo ocorrer exclusivamente dentro da Força.
De 1960 a 1970 o Exército entrou numa nova fase de reorganização e reaparelhamento. O EME começou estudos para uma nova organização divisionária em 1967. Em 1968, três brigadas foram constituídas em caráter experimental, e em 1969–1970 oficiais da Escola de Comando e Estado-Maior do Exército que já estudavam o tema foram convidados ao EME. O resultado dos trabalhos foi o Plano Diretor de Organização do Exército de 1970, enviado ao ministro do Exército em novembro, que definiu a transformação doutrinária da década. Também surgiu a Diretriz para o Reaparelhamento do Exército no período de 1970–1973, ainda contando com o Acordo Militar americano.

### Resultados obtidos

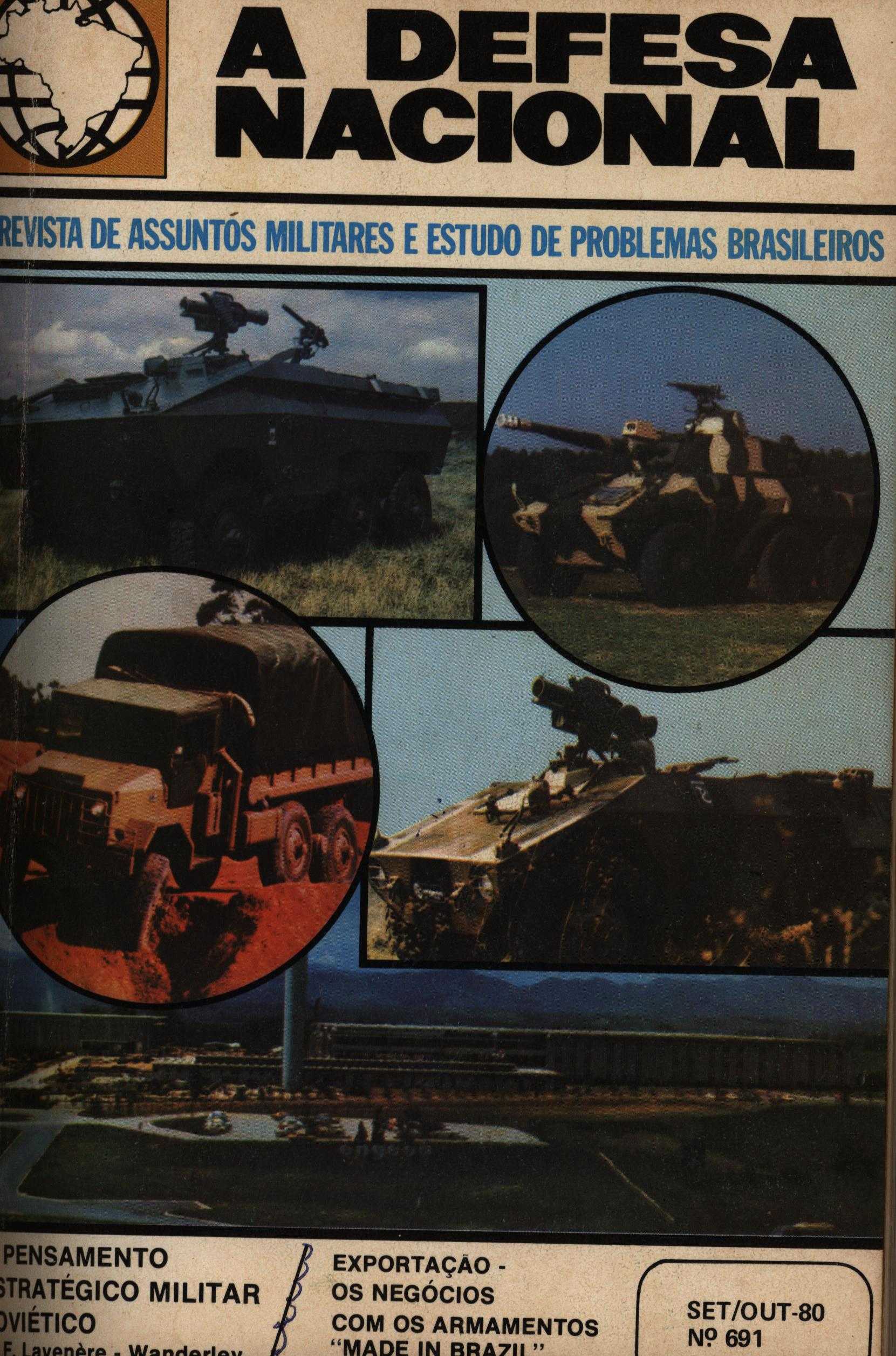
As exportações de veículos militares brasileiros ocupam a capa da revista A Defesa Nacional, 1980

No processo houve grande investimento em equipamentos, criação e desativação de unidades e a tentativa de criar uma reserva viável. As organizações seriam transformadas em 1970–1973 e reaparelhadas a partir de 1974. De 12 divisões e uma Brigada Aeroterrestre em 1968, o Exército passou a 7 divisões e 23 brigadas em 1981. O poder de combate aumentou de 1960 a 1980 com equipamentos mais tecnologicamente avançados, menor dependência do exterior e uma organização real mais consistente e adequada à doutrina. O treinamento melhorou com um novo sistema de instrução militar, elaborado com o auxílio de especialistas em pedagogia e psicologia. Numerosas publicações doutrinárias para as guerras convencional e não convencional foram escritas, com inovações nas táticas de combate e logística. Em 1986, uma publicação da Força Aérea Americana avaliou positivamente a instrução dos oficiais, disciplina, espírito de corpo e conscrição no Exército Brasileiro. A diversidade dos armamentos, obtidos de vários países ocidentais, criava algumas dificuldades, mas a indústria bélica nacional continuava a crescer.
Houve atrasos e diferenças em alguns dos pontos do Plano Diretor, e outros não foram cumpridos, como a aquisição de helicópteros para uma Aviação do Exército e a criação de Batalhões de Defesa Territorial (BDTs). A ideia era economizar forças com três escalões: operacional, cobertura/vigilância estratégica e defesa territorial. O escalão operacional, com as melhores forças, estaria livre para deslocar, com os demais já “empenhados” em suas áreas desde o tempo de paz. Os BDTs estariam em comandos subordinados às Regiões Militares, por transformação das Circunscrições de Serviço Militar. Eles usariam os equipamentos antigos abandonados no reaparelhamento das demais forças. O primeiro BDT seria em Campos dos Goytacazes. A ideia foi abandonada, e o mais perto existente são os efetivos mobilizáveis dos Tiros de Guerra.
Estimativas estrangeiras do efetivo do Exército previram um crescimento de 120.000 homens, em 1970, a 182.000 em 1979, mas o efetivo fixado pelo Plano de 1970, 170.000 homens, já era o existente no início da década, e o Plano pretendia mantê-lo. De 1960 a 1980, com as desativações e criações de unidades, o saldo a nível de batalhão foi de +9, na infantaria, -4, na cavalaria, +2, na artilharia de campanha, -7, na artilharia antiaérea, +2, na engenharia de combate, +5, nas comunicações, e +17, nos batalhões logísticos. Em 1985 o efetivo chegava a 194.380, e no ano seguinte o Exército previa expansões ainda maiores, chegando a 300.000 homens em 2015, o que nunca foi possível.

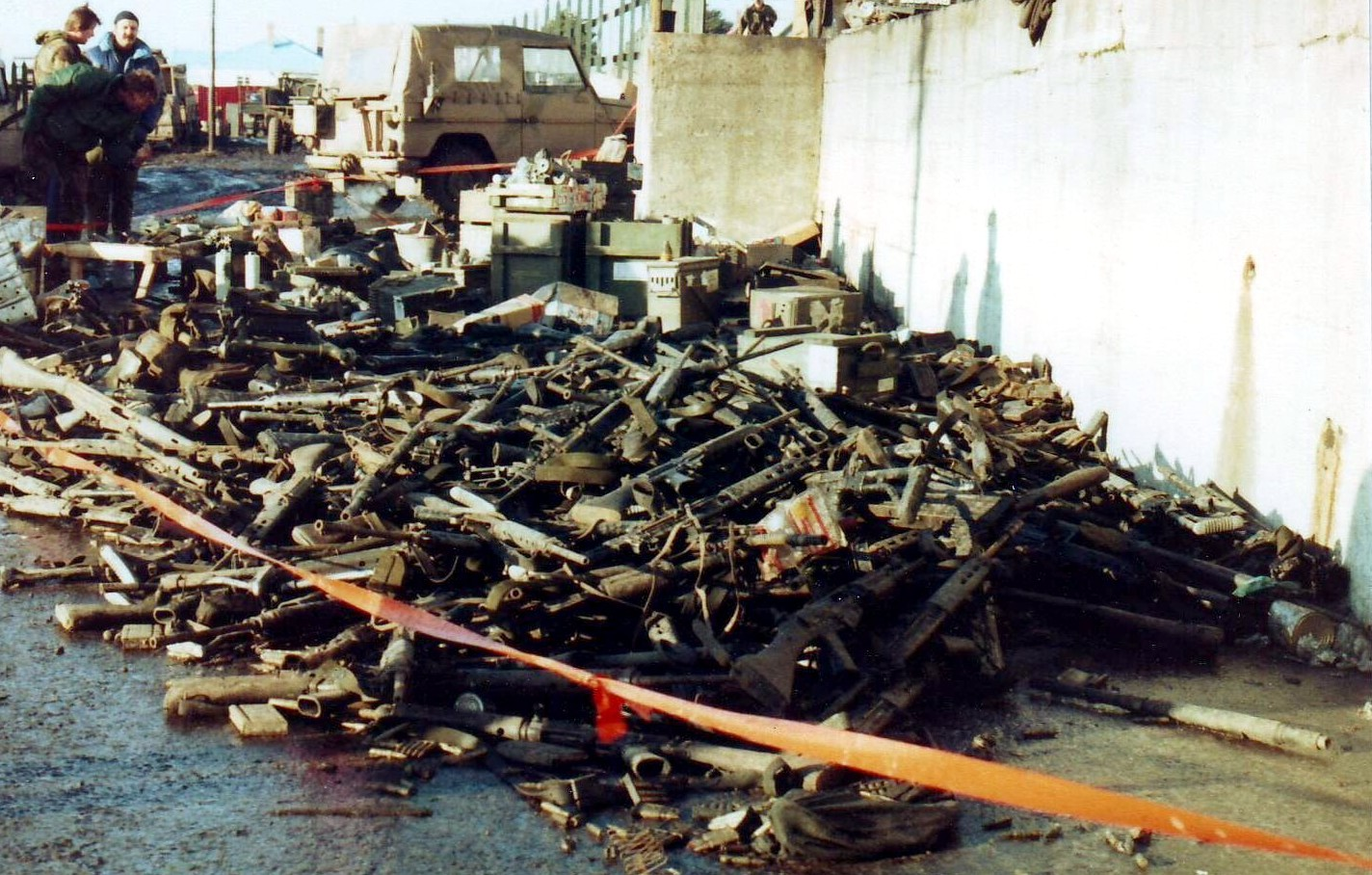
Armas abandonadas pelos argentinos após sua derrota em 1982, motivo de alarme para os militares brasileiros

Um choque maior do que o dos anos 70 ocorreu em 1982, com a guerra entre a Argentina e o Reino Unido pelas Ilhas Malvinas. As Forças Armadas Brasileiras eram tecnologicamente inferiores às argentinas, que, por sua vez, foram derrotadas por um inimigo operando de uma base a 6.000 km de distância (a ilha de Ascensão). Além da defasagem brasileira, ficou claro como os Estados Unidos não estenderam sua proteção continental à Argentina no conflito. A derrota argentina era o temor dos militares durante a redemocratização, quando o Exército buscou a profissionalização, modernização e distanciamento do conflito político-ideológico.
Os estudos do EME sobre a guerra, desde 1982, embasaram as reformas empreendidas na Nova República, começando com o plano Força Terrestre 90, posto em ação de 1986 a 1990, no primeiro governo pós-ditadura. A guerra havia posto em cheque realidades operacionais, como a falta de integração entre as Armas, tecnológicos, como a necessidade da Aviação do Exército e da guerra eletrônica, e humanos, como a dependência do serviço militar obrigatório. De modo geral, apenas as tecnológicas foram adequadamente transformadas nos anos seguintes.

## Unidades de manobra
Nos anos 60, com os exércitos modernos plenamente motorizados e mecanizados, no Brasil essas tecnologias conviviam com a tração animal, a infantaria a pé e a cavalaria hipomóvel. Na prática, a cavalaria hipomóvel requisitava veículos civis quando necessário. Os blindados eram todos americanos: os carros blindados M8 Greyhound, M20 e M3A1 Scout Car, meia-lagartas M2, M2A1, M3, M3A1 e M5 e carros de combate Stuart M3 e M3A1, M4 Sherman e M41 Walker Bulldog. A dependência externa dificultava a manutenção e reposição de peças.
As armas leves nos anos 60 eram as pistolas Colt 1911A1 e Smith & Wesson 1917, submetralhadoras INA 1950 e 1953 e metralhadoras Madsen 1917 e Browning M1919. Em vez de fuzis automáticos modernos, usava-se o Mauser 1908 de ação de ferrolho e o Itajubá M954 Mosquetão. Com a modernização, houve uma padronização ao estilo da OTAN, usando os calibres 9x19 mm Parabellum para as pistolas (Colt M1911A1 modelo 1973 e Beretta 1975) e submetralhadoras (Beretta 1972) e 7,62x51 mm para os fuzis e metralhadoras (FN FAL, FN FAP e FN MAG).

### Infantaria

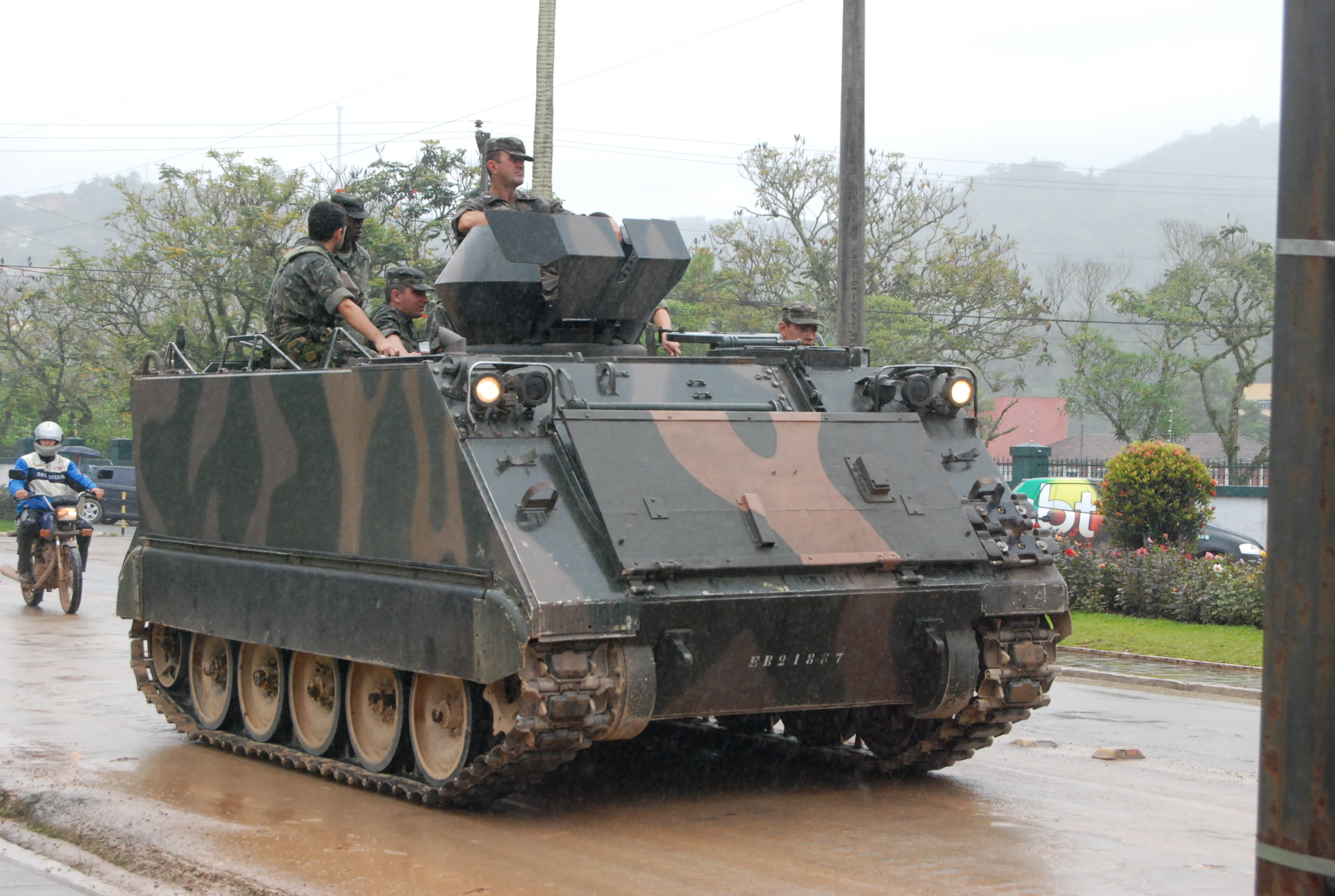
M113, originalmente adquirido na épóca para a infantaria blindada

A infantaria tinha batalhões independentes de caçadores, batalhões de infantaria dentro de regimentos e batalhões de infantaria blindada (BIBs), dotados de meia-lagartas, na Divisão Blindada. Cada regimento de infantaria deveria ter três batalhões e quatro companhias regimentais (de comando, serviços, de carros de combate médios e de morteiros pesados), totalizando 3.262 homens. Os batalhões deveriam ter três companhias de fuzileiros, uma de comando e uma de petrechos pesados. Na realidade, somente o Regimento-Escola de Infantaria era completo, e os demais tinham apenas um ou dois batalhões, cada qual com somente duas das três companhias de fuzileiros. Havia três Batalhões de Carros de Combate Leves (BCCL), considerados unidades de infantaria. Dotados do Stuart M3 e M3A1, seguiam o conceito francês obsoleto dos carros de combate como acompanhamento de infantaria.
Após 1970 os regimentos foram extintos, liberando seus batalhões. Houve considerável motorização e mecanização, e o parque de viaturas foi dominado pela indústria automobilística nacional, suprindo veículos não blindados como caminhões. A maioria dos batalhões de infantaria tornaram-se motorizados (BI Mtz); a mudança era apenas no transporte, pois o combate continuava sendo a pé. Os BIBs passaram de dois a sete, adotando o veículo blindado de transporte de pessoal M113. Havia a categoria especial dos Batalhões de Infantaria Aeroterrestre, depois Paraquedista, e a nova categoria dos Batalhões de Infantaria de Selva. Os BCCL foram convertidos em BIBs.

### Cavalaria

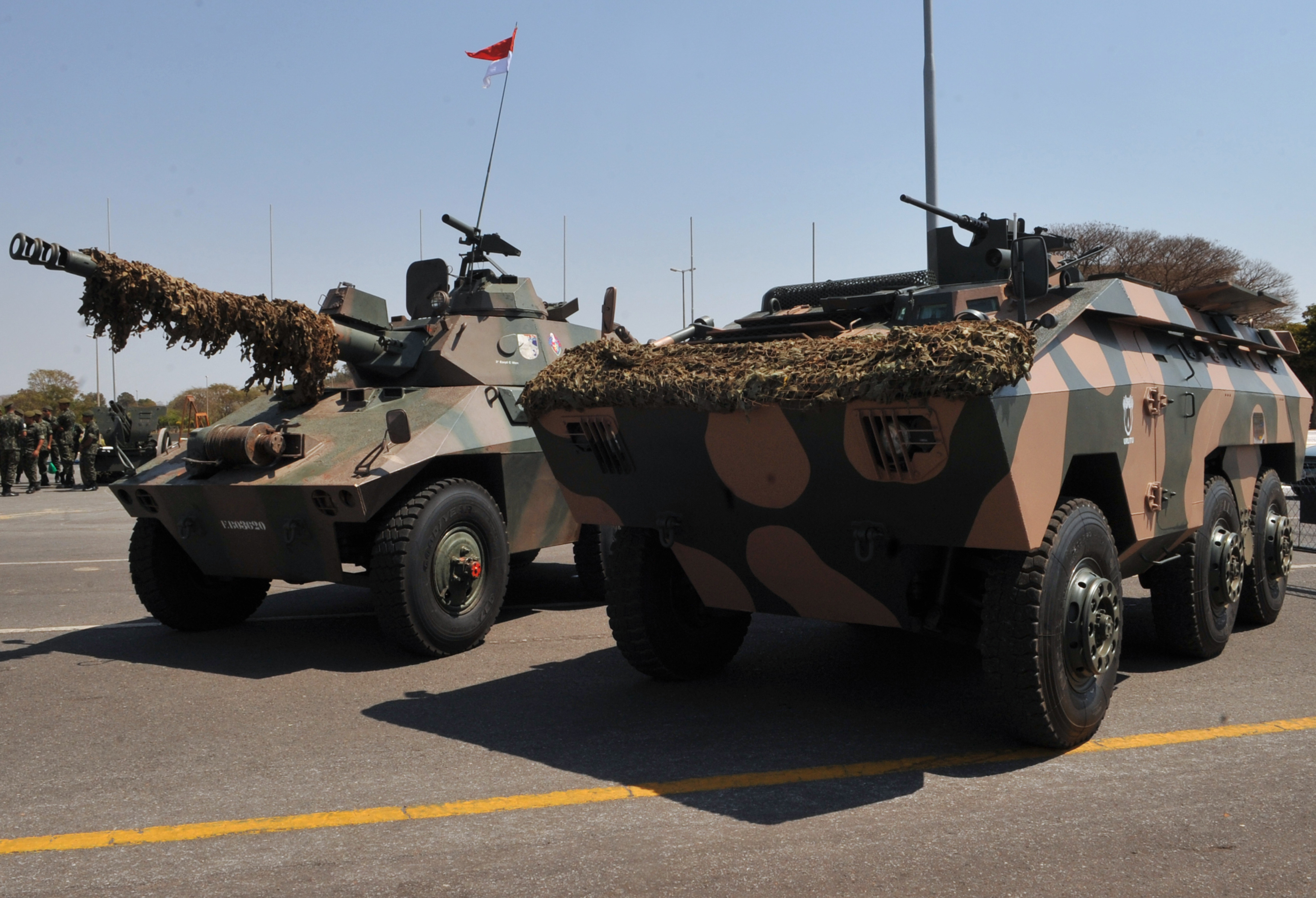
EE-9 Cascavel e EE-11 Urutu

A cavalaria nos anos 60 tinha as categorias do regimento hipomóvel (RC), motorizado (RCM), que era efetivamente infantaria motorizada, de Reconhecimento Mecanizado (R Rec Mec), com blindados mais leves, e o Batalhão de Carros de Combate (BCC). Os RCs, à exceção do 11º, tinham apenas dois dos três esquadrões de fuzileiros previstos. Apesar do nome, o R Rec Mec tinha mais missões além do reconhecimento.
Imitando os exércitos modernos, centrados nas forças mecanizadas e blindadas, o Brasil ampliou as suas, em parte graças à indústria nacional. Até 1973, a maioria dos regimentos substituíram seus cavalos; na fronteira com a Bolívia, este processo demorou até os anos 80. Os Dragões da Independência e outros dois regimentos de guardas permaneceram a cavalo para preservar as tradições. A cavalaria motorizada foi extinta. Os regimentos mecanizados e blindados aumentaram consideravelmente em número.
Os R Rec Mec deram lugar aos regimentos de Cavalaria Mecanizada (RC Mec), e os BCC tornaram-se regimentos (RCC). Surgiram os Regimentos de Cavalaria Blindada (RCB), com dois esquadrões de carros de combate e dois de fuzileiros blindados (equivalentes à infantaria blindada). O RCB tinha maior capacidade ofensiva do que o RC Mec, e seus blindados sobre lagartas tinham maior mobilidade tática. O RC Mec, com blindados sobre rodas (EE-9 Cascavel e EE-11 Urutu), dependia mais das estradas e tinha missões de reconhecimento e segurança em largas frentes.
Muitos carros de combate M41 adicionais foram comprados, seguindo aos RCC e substituindo os Sherman e Stuart, que seguiram à cavalaria mecanizada. A indústria nacional teve vários projetos de repotenciamento dos blindados sobre lagartas importados, e em 1979, reagindo ao desenvolvimento do Tanque Argentino Mediano, que era superior ao M41, começou o projeto de um novo carro de combate, o MB-3 Tamoyo, a ser acompanhado por um sucessor ao M113, o CBTP Charrua. A nova família de blindados não saiu da fase experimental.

## Unidades de apoio

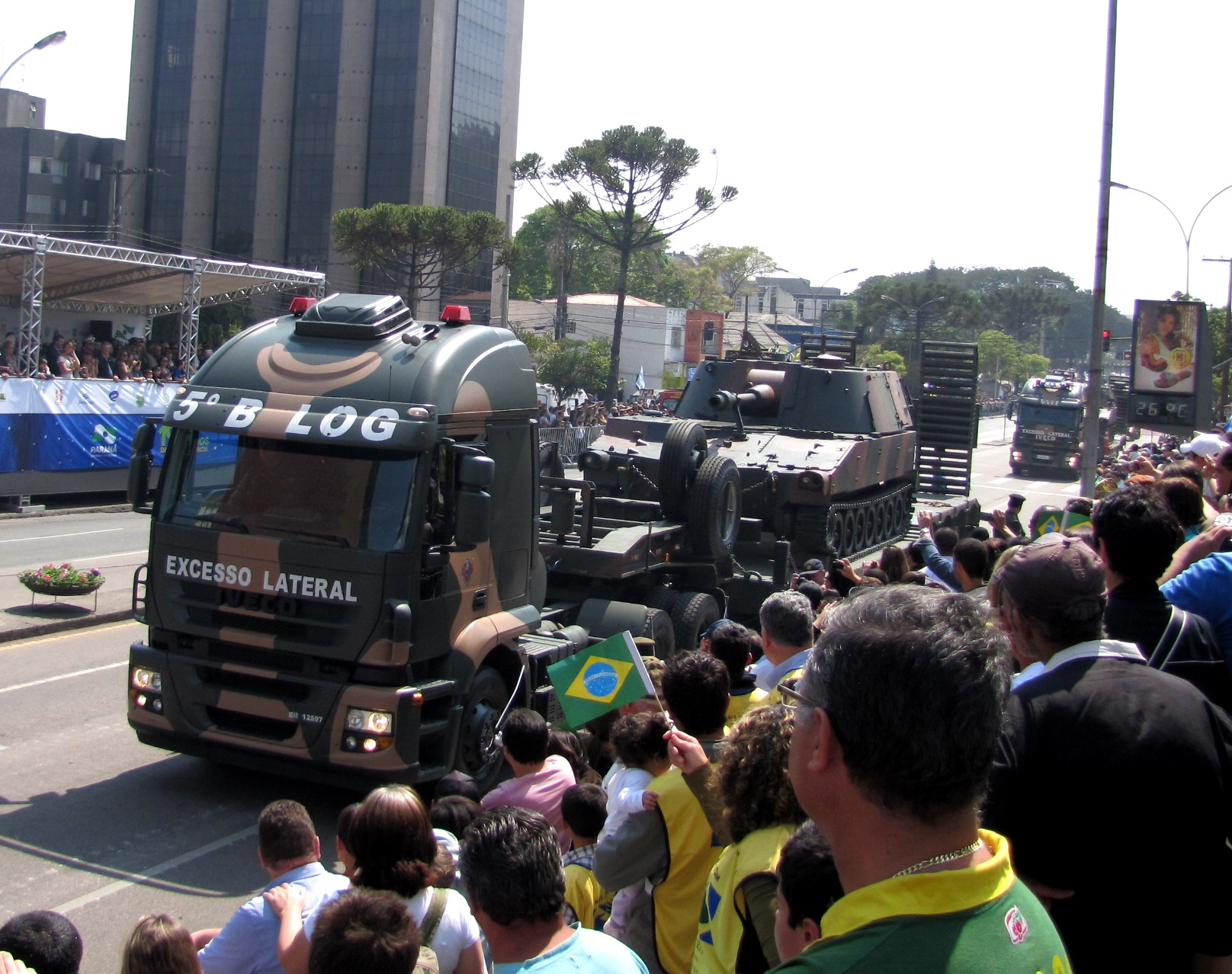
Caminhão de um Batalhão Logístico carrega um obuseiro M108

Nos anos 60, a artilharia de campanha brasileira substituía seus canhões alemães Krupp de 75 mm por obuseiros americanos M101 e M102 de 105 mm, enquanto a artilharia média usava os M114 de 155 mm americanos. A artilharia antiaérea substituía canhões alemães de 88 mm por americanos de 40 e 90 mm; todos já estavam obsoletos devido ao avião a jato. Os grupos existentes eram para a defesa do interior, e as divisões em campanha não teriam nenhum apoio antiaéreo. A artilharia de costa, ramo considerado obsoleto, usava canhões britânicos Vickers-Armstrong de 152,4 mm. Havia regimentos de obuses — teoricamente com três grupos, mas nenhum deles estava completo — e grupos independentes de canhões e obuses. A nomenclatura era confusa, com alguns grupos denominados de canhões ou obuses de determinados calibres, e outros, “de artilharia”.
Os regimentos foram extintos e as denominações dos grupos padronizadas, todos definidos por sua arma (a artilharia) e sua função (de campanha, de campanha paraquedista/de selva/autopropulsada, antiaérea, etc.). Nos anos 70 o Exército adquiriu o OTO Melara Mod 56 italiano, desmontável e de fácil transporte, para os paraquedistas e as unidades de selva, e o obuseiro sobre lagartas americano M108, capaz de acompanhar o movimento das unidades blindadas. A artilharia autopropulsada foi um grande avanço para o Exército, mas no exterior o M108 já era considerado defasado em alcance e poder de fogo quando comprado. Seu calibre era de 105 mm, e os americanos já haviam desenvolvido o M109, de 155 mm.
Na artilharia antiaérea, o número de grupos diminuiu de sete a três. Eles receberam um sistema baseado nos canhões automáticos geminados de 35 mm Oerlikon (ítalo-suíço), com a central de direção de tiro Super Fledermaus. Eram sofisticados, mas apenas para baixa altitude, e o Brasil não adquiriu sistemas de mísseis para média e grande altura. Os canhões de 40 mm foram transferidos a baterias dentro das brigadas. A defesa antiaérea permanecia com deficiências.
Cresceu o número de unidades de engenharia de combate e comunicações. As que acompanhavam as brigadas blindadas receberam suas próprias viaturas blindadas. As atividades de suprimento, transporte, saúde, manutenção e serviços foram centralizadas em novos Batalhões Logísticos (B Log).

## Divisões e brigadas

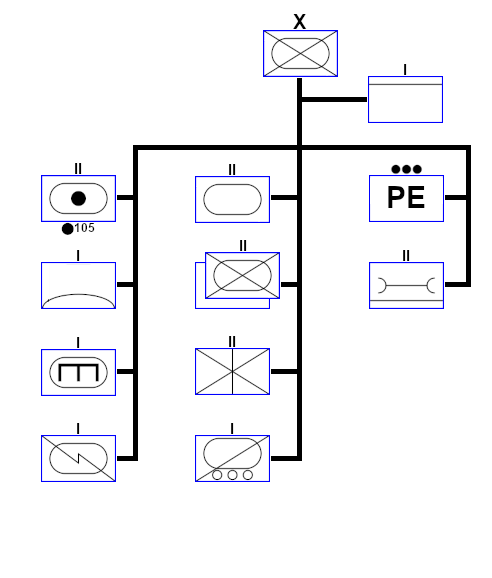
Organização de uma brigada de infantaria blindada de 1972

O Exército em 1960 tinha sete Divisões de Infantaria (DIs), quatro Divisões de Cavalaria (DCs), uma Divisão Blindada (DB), um Núcleo de Divisão Aeroterrestre, uma brigada mista e um Grupamento de Unidades-Escola (GUEs), além de unidades menores independentes. As DIs tinham grandes unidades subordinadas, as Infantarias Divisionárias (IDs) e Artilharias Divisionárias (ADs), agrupando suas unidades dessas armas. A brigada mista não chegava a ter autonomia por falta de unidades de apoio, e apenas agrupava forças territoriais e de defesa de fronteira. O GUEs era um conjunto de unidades que rigorosamente seguiam o padrão de equipamento, pessoal e adequação à doutrina, servindo a experimentos doutrinários e demonstrações táticas para as escolas militares.
| Divisão de Infantaria | Divisão Aeroterrestre | Divisão de Cavalaria | Divisão Blindada |
| --- | --- | --- | --- |
| - Regimento de Infantaria (x3) - Batalhão de Infantaria (x3) - Batalhão de Carros de Combate - Regimento de Obuses de 105 mm - Grupo de Obuses de 105 mm (x3) - Grupo de Obuses de 155 mm - Grupo de Canhões Automáticos Antiaéreos - Batalhão de Engenharia de Combate - Companhia de Comunicações | - Regimento de Infantaria Aeroterrestre (x3) - Batalhão de Infantaria Aeroterrestre (x3) - Regimento de Obuses de 105 mm - Grupo de Obuses de 105 mm (x3) - Grupo de Obuses de 155 mm - Grupo de Canhões Automáticos Antiaéreos - Batalhão de Engenharia de Combate - Companhia de Comunicações | - Regimento de Cavalaria (x3) - Regimento de Reconhecimento Mecanizado - Regimento de Cavalaria Motorizado - Regimento de Canhões de 75 mm a Cavalo - Grupo de Canhões de 75 mm a Cavalo (x3) - Grupo de Obuses de 105 mm Motorizado - Grupo de Canhões Automáticos Antiaéreos - Batalhão de Engenharia de Combate - Companhia de Comunicações | - Batalhão de Carros de Combate (x3) - Batalhão de Carros de Combate pesado - Batalhão de Infantaria Blindado (x3) - Regimento de Reconhecimento Mecanizado - Grupo de Obuses de 105 mm Blindado (x3) - Grupo de Obuses de 155 mm Blindado - Grupo de Canhões Automáticos Antiaéreos Autopropulsados - Batalhão de Engenharia de Combate Blindado - Batalhão de Manutenção - Companhia de Comunicações |

As divisões eram incompletas, com efetivos desfalcados. Elas poderiam servir de esqueleto, a ser preenchido durante a guerra com a mobilização de soldados reservistas, mas seria difícil obter sargentos, oficiais e armamento. As DIs tinham apenas 53% dos batalhões de infantaria previstos, e seus efetivos reais, com ao redor de 5.500 praças, eram mais próximos aos de brigadas. A Divisão Aeroterrestre não chegava nem ao tamanho de uma brigada. A DB não tinha o batalhão pesado e nem a artilharia. As DCs eram misturas disfuncionais de elementos hipomóveis, motorizados e mecanizados.
Mais ainda, a organização era envelhecida, misturando grandes comandos criados sob influência francesa nos anos 20 e 30 com outros, mais modernos, de influência americana. No exterior, os exércitos ocidentais procuravam divisões mais flexíveis. Nos anos 60 o Exército dos Estados Unidos suprimiu os regimentos, subordinando à divisão nove a onze batalhões que poderiam ser agrupados em três comandos de brigada, enquanto o Exército Francês suprimiu a brigada e o batalhão, subordinando à divisão quatro regimentos pouco maiores do que batalhões. O Brasil pôs fim a seu sistema regimental divisionário e inspirou-se no Exército Britânico para formar um novo sistema de brigadas.
No Plano Diretor de 1970, a brigada era a nova grande unidade básica de emprego, com autonomia de operações, definida por sua arma (infantaria ou cavalaria) e função. Brigadas de infantaria surgiram a partir das IDs, a antiga divisão aeroterrestre, o GUEs, outras formações e criações inéditas. As DCs e a DB originaram brigadas de cavalaria. As brigadas eram coordenadas pelas Divisões de Exército (DEs), surgidas por transformação das DIs. A composição das brigadas era padronizada, enquanto as divisões tinham brigadas variáveis. Sua parte fixa era a “base divisionária”, composta de uma AD, com artilharia antiaérea e obuseiros de 155 mm (as brigadas ficaram com os de 105 mm), um RC Mec, BE Cmb, Batalhão de Comunicações Divisionário, Companhia de Polícia do Exército e Companhia de Comando. Algumas dessas formações faltavam nas divisões, e havia inconsistências nas ADs.
Cada brigada tinha três a quatro unidades de manobra a nível de batalhão e um Esquadrão de Cavalaria Mecanizado (Esqd C Mec) para reconhecimento e segurança. As Brigadas de Infantaria (genérica, Motorizada, Paraquedista ou de Selva) tinham três batalhões de infantaria de seu tipo. A Brigada de Cavalaria Mecanizada tinha um RCB e dois RC Mec; era a única sem um Esqd C Mec. A Brigada de Infantaria Blindada tinha um RCC e dois BIB, para as ações principais, e um BI Mtz, para eliminar os focos inimigos restantes. A Brigada de Cavalaria Blindada era semelhante à de Infantaria Blindada, mas com dois RCC, um BIB e nenhum BI Mtz.
Tinham também os apoios de combate e logístico necessários para sua autonomia. Com algumas variações entre as brigadas, eram do Grupo de Artilharia de Campanha, Batalhão Logístico, bateria antiaérea, companhia de engenheiros, Companhia de Comunicações, para prover comando e controle ao comando da brigada, Companhia de Comando, para operar o quartel-general, e pelotão de Polícia do Exército, para controlar o trânsito e escoltar prisioneiros de guerra. As brigadas blindadas, mecanizadas e paraquedista eram prioritárias e estavam quase completas, enquanto as demais de infantaria tinham formações faltantes, especialmente as de selva, que não possuíam apoio para sua infantaria. O sistema de brigadas terminou de ser implantado em dezembro de 1980, e permanece em vigor no início do século XXI.

## Grandes comandos

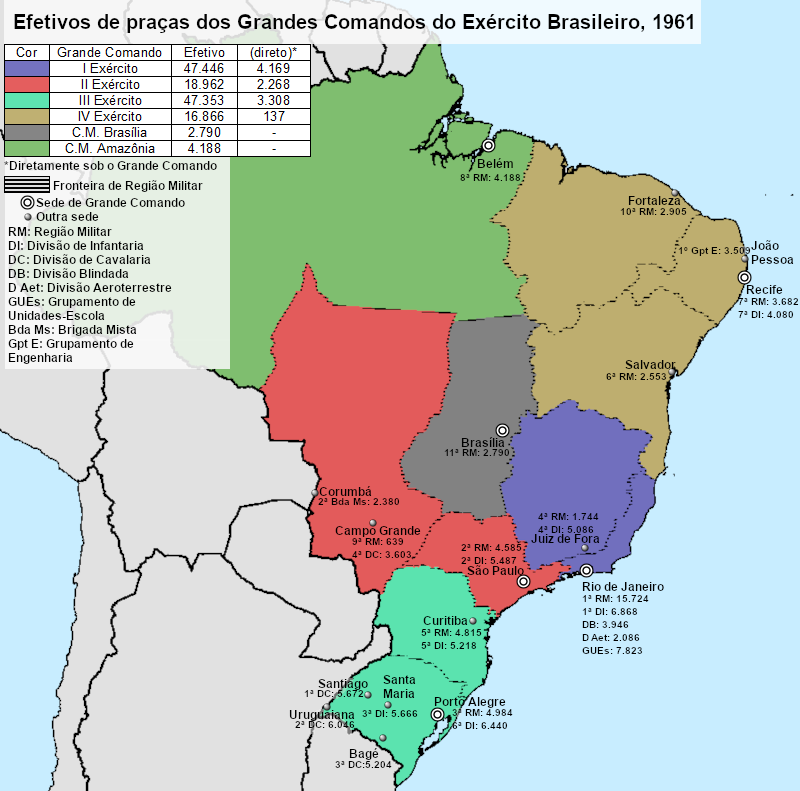
Organização territorial vigente em 1961

Desde 1956 o território nacional era dividido em seis grandes comandos de área: quatro Exércitos, respectivamente sediados no Rio de Janeiro, São Paulo, Porto Alegre e Recife, e dois Comandos Militares (de Brasília e da Amazônia). Cada qual comandava divisões, unidades menores e algumas das doze Regiões Militares (RMs), cujas responsabilidades eram administrativas e territoriais. Em 1960, três DIs de menor prioridade tinham o comando exercido conjuntamente com as RMs de mesmo número (4ª, 5ª e 7ª). Em 1980, o arranjo existia para a 5ª, 7ª e 9ª. Os quatro Exércitos eram comandados por generais-de-exército, e os dois comandos, por generais-de-divisão. A ideia era que os grandes comandos de área formariam exércitos de campanha, mas nunca houve condições orçamentárias e estruturais para tanto. O arranjo vigorou até 1985, quando eles foram substituídos por sete Comandos Militares.
Os comandos formavam a força terrestre, que, juntamente com os órgãos de assessoramento, direção geral e direção setorial, estavam agrupados no Ministério do Exército, denominação do Ministério da Guerra após 1967.
O I e III Exércitos tinham as maiores forças. No Rio de Janeiro, isso era um anacronismo herdado de quando era capital, e na fronteira sul, um reflexo das antigas guerras na região do Rio da Prata e das tensões ainda existentes com a Argentina. A reestruturação a partir de 1971 mudou pouco esse cenário, mas na época a interiorização do desenvolvimento prosseguia; vários quarteis surgiram longe da faixa litorânea, acompanhando a expansão demográfica. Crescia a preocupação com a integração da Amazônia, levando à criação do Centro de Instrução de Guerra na Selva em 1964, à transferência do Comando Militar da Amazônia de Belém a Manaus em 1969 e à organização dos Batalhões de Infantaria de Selva, formações tipicamente brasileiras, e duas brigadas de selva. Em 1985 a Amazônia ainda tinha poucas e insuficientes unidades.

## Ordem de batalha

### 1960
| I Exército (Rio de Janeiro, GB) |
| --- |
| 1º Batalhão de Polícia do Exército (Andaraí, GB) Batalhão de Guardas (São Cristóvão, GB) 1º Regimento de Cavalaria de Guardas (São Cristóvão, GB) 1º Batalhão de Caçadores (Petrópolis, RJ) 3º Batalhão de Caçadores (Vila Velha, ES) 1º Grupo de Canhões Automáticos Antiaéreos de 40 mm (São Cristóvão, GB) 1ª Região Militar (Rio de Janeiro, GB) - 3ª Companhia de Guardas (Ilha do Bom Jesus, GB) - 4º Grupo de Canhões de 90 mm Antiaéreo (Valença, RJ) - Batalhão de Depósito de Munição (Tairetá, RJ) - Batalhão de Manutenção Pesada de Armamento (Deodoro, GB) - Artilharia de Costa da 1ª Região Militar (Copacabana, GB) - 1º Grupo de Artilharia de Costa (Niterói, RJ) - 2º Grupo de Artilharia de Costa (Urca, GB) - 3º Grupo de Artilharia de Costa (Copacabana, GB) - 8º Grupo Móvel de Artilharia de Costa (Gávea, GB) - 1º Grupo de Artilharia de Costa Ferroviário (São Gonçalo, RJ) - 1ª Bateria de Obuses de Costa (Morro do Pico, RJ) - 2ª Bateria de Obuses de Costa (Leme, GB) - 1ª Bateria do 10º Grupo Móvel de Artilharia de Costa (Macaé, RJ) - 1ª Bateria do 1º Grupo Móvel de Artilharia de Costa (Imbuí, RJ) - 1ª Bateria do 4º Grupo de Artilharia de Costa (Lage, GB) 1ª Divisão de Infantaria (Vila Militar, GB) - 1ª Companhia de Polícia do Exército (Vila Militar, GB) - 1º Esquadrão de Reconhecimento Mecanizado (Vila Militar, GB) - 1º Batalhão de Engenharia de Combate (Santa Cruz, GB) - 1º Batalhão de Saúde (Rio de Janeiro, GB) - Infantaria Divisionária da 1ª Divisão de Infantaria (Vila Militar, GB) - 1º Regimento de Infantaria (Vila Militar, GB) - 1º Batalhão - 2º Batalhão - 2º Regimento de Infantaria (Vila Militar, GB) - 1º Batalhão - 2º Batalhão - 3º Batalhão (Suez, Egito) - 3º Regimento de Infantaria (São Gonçalo, RJ) - 1º Batalhão - 2º Batalhão - Artilharia Divisionária da 1ª Divisão de Infantaria (Vila Militar, GB) - 1º Regimento de Obuses de 105 mm (Vila Militar, GB) - 1º Grupo - 2º Grupo - 1º Grupo de Obuses de 155 mm (Deodoro, GB) Grupamento de Unidades-Escola (Vila Militar, GB) - Regimento Escola de Infantaria (Vila Militar, GB) - 1º Batalhão - 2º Batalhão - 3º Batalhão - Regimento Escola de Cavalaria (Vila Militar, GB) - Regimento Escola de Artilharia (Vila Militar, GB) - 1º Grupo - Batalhão Escola de Engenharia (Vila Militar, GB) - 1º Grupo de Canhões Antiaéreos de 90 mm (Deodoro, GB) - Batalhão Escola de Manutenção (Vila Militar, GB) - Esquadrão Escola de Reconhecimento Mecanizado (Deodoro, GB) Núcleo da Divisão Aeroterrestre (Deodoro, GB) - Batalhão de Infantaria Aeroterrestre (Deodoro, GB) - Grupo de Obuses Aeroterrestre (Deodoro, GB) - 1ª Companhia de Engenharia Aeroterrestre (Deodoro, GB) Divisão Blindada (Rio de Janeiro, GB) - 1º Batalhão de Carros de Combate (Avenida Brasil, GB) - 2º Batalhão de Carros de Combate (Deodoro, GB) - 3º Batalhão de Carros de Combate (Realengo, GB) - 1º Batalhão de Infantaria Blindado (Barra Mansa, RJ) - 2º Batalhão de Infantaria Blindado (São Cristóvão, GB) - 1.º Regimento de Reconhecimento Mecanizado (Campinho, GB) - Batalhão de Manutenção (São Cristóvão, GB) (menos uma companhia) 4ª Região Militar (Juiz de Fora, MG) 4ª Divisão de Infantaria (Juiz de Fora, MG) - 4º Batalhão de Engenharia de Combate (Itajubá, MG) - 4ª Companhia de Polícia do Exército (Núcleo) (Juiz de Fora, MG) - 4º Esquadrão de Reconhecimento Mecanizado (Juiz de Fora, MG) - Infantaria Divisionária da 4ª Divisão de Infantaria (Belo Horizonte, MG) - 10º Regimento de Infantaria (Juiz de Fora, MG) - 1º Batalhão - 11º Regimento de Infantaria (São João Del-Rei MG) - 1º Batalhão - 12º Regimento de Infantaria (Belo Horizonte, MG) - 1º Batalhão - 2º Batalhão - Artilharia Divisionária da 4ª Divisão de Infantaria (Pouso Alegre, MG) - 4º Regimento de Obuses de 105 mm (Pouso Alegre, MG) - 1º Grupo (Juiz de Fora, MG) - 2º Grupo (Pouso Alegre, MG) |

| II Exército (São Paulo, SP) |
| --- |
| 2º Batalhão de Caçadores (São Vicente, SP) 4º Batalhão de Caçadores (Lins, SP) 1º Batalhão de Carros de Combate Leves (Campinas, SP) 17º Regimento de Cavalaria Mecanizado (Pirassununga, SP) 2ª Região Militar (São Paulo, SP) - 7ª Companhia de Guardas (São Paulo, SP) - Artilharia de Costa e Antiaérea da 2ª Região Militar (Santos, SP) - 3ª Bateria de Obuses de Costa (Monduba, SP) - 5º Grupo de Artilharia de Costa (Praia Grande, SP) - 6º Grupo Móvel de Artilharia de Costa (Santos, SP) - 2º Grupo de Canhões Antiaéreos de 90 mm (Quitaúna, SP) - 5º Grupo de Canhões Antiaéreos de 90 mm (Campinas, SP) - 2º Grupo de Canhões Automáticos Antiaéreos de 40 mm (Barueri, SP) - 5º Grupo de Canhões Automáticos Antiaéreos de 40 mm (Santos, SP) 2ª Divisão de Infantaria (São Paulo, SP) - 2ª Companhia de Polícia do Exército (São Paulo, SP) - 2º Batalhão de Engenharia de Combate (Pindamonhangaba, SP) - 2º Batalhão de Saúde (São Paulo, SP) - 2º Esquadrão de Reconhecimento Mecanizado (São Paulo, SP) - Infantaria Divisionária da 2ª Divisão de Infantaria (Caçapava, SP) - 4º Regimento de Infantaria (Quitaúna, SP) - 1º Batalhão - 2º Batalhão - 5º Regimento de Infantaria (Lorena, SP) - 1º Batalhão - 6º Regimento de Infantaria (Caçapava, SP) - 1º Batalhão - Artilharia Divisionária da 2ª Divisão de Infantaria (Jundiaí, SP) - 2º Regimento de Obuses de 105 mm (Itu, SP) - 1º Grupo - 2º Grupo de Obuses de 155 mm (Jundiaí, SP) 9ª Região Militar (Campo Grande, MT) 4ª Divisão de Cavalaria (Campo Grande, MT) - 14ª Companhia de Polícia do Exército (Núcleo) (Campo Grande, MT) - 10º Regimento de Cavalaria Mecanizado (Bela Vista, MT) - 11º Regimento de Cavalaria Mecanizado (Ponta Porã, MT) - 1º Esquadrão do 4º Regimento de Cavalaria Motorizado (Três Lagoas, MT) - 1º Esquadrão do 4º Regimento de Reconhecimento Mecanizado (Campo Grande, MT) - 9º Grupo de Canhões de 75 mm Autorrebocado (Nioaque, MT) - 10º Grupo de Canhões de 75 mm Autorrebocado (Campo Grande, MT) - 1ª Companhia do 9º Batalhão de Engenharia de Combate (Aquidauana, MT) 2ª Brigada Mista (Corumbá, MT) - 16º Batalhão de Caçadores (Cuiabá, MT) - 17º Batalhão de Caçadores (Corumbá, MT) - 2º Batalhão de Fronteira (Cáceres, MT) - 2ª Companhia de Fronteira (Porto Murtinho, MT) - 1ª Bateria do 6º Grupo de Artilharia de Costa (Coimbra, MT) |

| III Exército (Porto Alegre, RS) |
| --- |
| 1º Batalhão Ferroviário (Bento Gonçalves, RS) 2º Batalhão Ferroviário (Rio Negro, PR) 2º Batalhão Rodoviário (Lages, SC) 3º Batalhão Rodoviário (Vacaria, RS) 3ª Região Militar (Porto Alegre, RS) - 1ª Companhia de Guardas (Porto Alegre, RS) - 2º Batalhão de Carros de Combate Leves (Santo Ângelo, RS) - 3º Batalhão de Carros de Combate Leves (Santa Maria, RS) - 3º Grupo de Canhões Automáticos Antiaéreos de 40 mm (Caxias do Sul, RS) - 7º Grupo Móvel de Artilharia de Costa (Rio Grande, RS) 3ª Divisão de Infantaria (Santa Maria, RS) - 3º Batalhão de Engenharia de Combate (Cachoeira do Sul, RS) - 3º Esquadrão de Reconhecimento Mecanizado (Santa Maria, RS) - Infantaria Divisionária da 3ª Divisão de Infantaria (Pelotas, RS) - 7º Regimento de Infantaria (Santa Maria, RS) - 1º Batalhão - 2º Batalhão - 8º Regimento de Infantaria (Santa Cruz do Sul, RS) - 1º Batalhão - 9º Regimento de Infantaria (Pelotas, RS) - 1º Batalhão - 2º Batalhão - Artilharia Divisionária da 3ª Divisão de Infantaria (Santa Maria, RS) - 3º Regimento de Artilharia de 75 mm Autorrebocado (Santa Maria, RS) - 1º Grupo - 1º Grupo do 3º Regimento de Obuses de 105 mm (Cachoeira do Sul, RS) 6ª Divisão de Infantaria (Porto Alegre, RS) - 6ª Companhia de Polícia do Exército (Porto Alegre, RS) - 6º Batalhão de Engenharia de Combate (Porto Alegre, RS) - 6º Esquadrão de Reconhecimento Mecanizado (Porto Alegre, RS) - Infantaria Divisionária da 6ª Divisão de Infantaria (São Leopoldo, RS) - 17º Regimento de Infantaria (Cruz Alta, RS) - 1º Batalhão - 2º Batalhão - 18º Regimento de Infantaria (Porto Alegre, RS) - 1º Batalhão - 2º Batalhão - 19º Regimento de Infantaria (São Leopoldo, RS) - 1º Batalhão - 2º Batalhão - Artilharia Divisionária da 6ª Divisão de Infantaria (Cruz Alta, RS) - 6º Regimento de Artilharia de 75 mm Autorrebocado (Cruz Alta, RS) - 1º Grupo - 1º Grupo do 6º Regimento de Obuses de 105 mm (São Leopoldo, RS) 1ª Divisão de Cavalaria (Santiago, RS) - 1º Regimento de Cavalaria (Itaqui, RS) - 2º Regimento de Cavalaria (São Borja, RS) - 3º Regimento de Cavalaria (São Luiz Gonzaga, RS) - 4º Regimento de Cavalaria (Santiago, RS) - 1º Esquadrão do 20º Regimento de Cavalaria (Passo Fundo, RS) - 1º Regimento de Reconhecimento Mecanizado (Santo Ângelo, RS) - 1º Regimento de Cavalaria Motorizado (Santa Rosa, RS) - 1º Grupo de Artilharia de 75 mm a Cavalo (São Borja, RS) - 2º Grupo de Artilharia de 75 mm a Cavalo (Santiago, RS) - 7º Grupo de Canhões de 75 mm Autorrebocado (Ijuí, RS) 2ª Divisão de Cavalaria (Uruguaiana, RS) - 5º Regimento de Cavalaria (Quaraí, RS) - 6º Regimento de Cavalaria (Alegrete, RS) - 7º Regimento de Cavalaria (Livramento, RS) - 8º Regimento de Cavalaria (Uruguaiana, RS) - 2º Regimento de Reconhecimento Mecanizado (Porto Alegre, RS) - 2º Regimento de Cavalaria Motorizado (Rosário do Sul, RS) - 4º Grupo de Artilharia de 75 mm a Cavalo (Uruguaiana, RS) - 8º Grupo de Artilharia de 75 mm a Cavalo (Livramento, RS) - 3º Grupo de Canhões de 75 mm Autorrebocado (Alegrete, RS) - 12º Batalhão de Engenharia de Combate (Alegrete, RS) 3ª Divisão de Cavalaria (Bagé, RS) - 9º Regimento de Cavalaria (São Gabriel, RS) - 12º Regimento de Cavalaria (Bagé, RS) - 13º Regimento de Cavalaria (Jaguarão, RS) - 14º Regimento de Cavalaria (Dom Pedrito, RS) - 3º Regimento de Reconhecimento Mecanizado (Bagé, RS) - 3º Regimento de Cavalaria Motorizado (São Gabriel, RS) - 3º Regimento de Artilharia de 75 mm a Cavalo (Bagé, RS) - 1º Grupo - 2º Grupo 5ª Região Militar (Curitiba, PR) - 13º Batalhão de Caçadores (Joinville, SC) - 14º Batalhão de Caçadores (Florianópolis, SC) - 1º Batalhão de Fronteira (Foz do Iguaçu, PR) - 5ª Companhia de Fronteira (Guaíra, PR) - 1º Esquadrão Independente de Cavalaria (Guarapuava, PR) - 2º Esquadrão Independente de Cavalaria (Palmas, PR) - 1ª Bateria do 5º Grupo Móvel de Artilharia de Costa (São Francisco, SC) - 3º Grupo de Artilharia de 75 mm de Dorso (Castro, PR) 5ª Divisão de Infantaria (Curitiba, PR) - 5ª Companhia de Polícia do Exército (Núcleo) (Curitiba, PR) - 5º Batalhão de Engenharia de Combate (Porto União, SC) - 5º Esquadrão de Reconhecimento Mecanizado (Curitiba, PR) - Infantaria Divisionária da 5ª Divisão de Infantaria (Ponta Grossa, PR) - 1ª Companhia do 13º Regimento de Infantaria (Francisco Beltrão, PR) - 13.º Regimento de Infantaria (Ponta Grossa, PR) - 1º Batalhão - 2º Batalhão - 20º Regimento de Infantaria (Curitiba, PR) - 1º Batalhão - 23º Regimento de Infantaria (Núcleo) (Blumenau, SC) - Efetivo de 1 batalhão - Artilharia Divisionária da 5ª Divisão de Infantaria (Curitiba, PR) - 5º Regimento de Obuses de 105 mm (Curitiba, PR) - 1º Grupo (Lapa, PR) - 2º Grupo (Curitiba, PR) |

| IV Exército (Recife, PE) |
| --- |
| 1º Batalhão de Engenharia de Construção (Caicó, RN) 2º Batalhão de Engenharia de Construção (Teresina, PI) 3º Batalhão de Engenharia de Construção (Natal, RN) 4º Batalhão de Engenharia de Construção (Crateús, CE) 6ª Região Militar (Salvador, BA) - 4ª Companhia de Guardas (Salvador, BA) - 19º Batalhão de Caçadores (Salvador, BA) - 28º Batalhão de Caçadores (Aracaju, SE) - 1ª Companhia Independente de Fuzileiros (Usina Elétrica São Francisco, BA) - 1ª Bateria do 4º Grupo Móvel de Artilharia de Costa (Salvador, BA) 7ª Região Militar (Recife, PE) - 2ª Companhia de Guardas (Recife, PE) - 20º Batalhão de Caçadores (Maceió, AL) - 3º Grupo de Canhões de 88 mm Antiaéreo (Natal, RN) - 1ª Bateria do 3º Grupo Móvel de Artilharia de Costa (Olinda, PE) - Guarnição de Fernando de Noronha (Fernando de Noronha, FN) 7ª Divisão de Infantaria (Recife, PE) - 7ª Companhia de Polícia do Exército (Recife, PE) - 7º Esquadrão de Reconhecimento Mecanizado (Recife, PE) - 1º Grupo do 7º Regimento de Obuses de 105 mm (Olinda, PE) - Infantaria Divisionária da 7ª Divisão de Infantaria (Natal, RN) - 14º Regimento de Infantaria (Jaboatão, PE) - 1º Batalhão - 2º Batalhão - 15º Regimento de Infantaria (João Pessoa, PB) - 1º Batalhão - 16º Regimento de Infantaria (Natal, RN) - 1º Batalhão 10ª Região Militar (Fortaleza, CE) - 23º Batalhão de Caçadores (Fortaleza, CE) - 24º Batalhão de Caçadores (São Luís, MA) - 25º Batalhão de Caçadores (Teresina, PI) - 10º Grupo de Artilharia de 75 mm Transportado (Fortaleza, CE) |

| Comando Militar da Amazônia (Belém, PA) |
| --- |
| 8ª Região Militar (Belém, PA) - 5ª Companhia de Guardas (Belém, PA) - 26º Batalhão de Caçadores (Belém, PA) - 1ª Companhia do 3º Batalhão de Fronteira (Clevelândia, AP) Grupamento de Elementos de Fronteira (Manaus, AM) - 27º Batalhão de Caçadores (Manaus, AM) - 3ª Companhia de Fronteira (Porto Velho, RO) - 4ª Companhia de Fronteira (Rio Branco, AC) - 6ª Companhia de Fronteira (Guajará-Mirim, RO) - 7ª Companhia de Fronteira (Tabatinga, AM) - 8ª Companhia de Fronteira (Cruzeiro do Sul, AC) - 1º Pelotão de Fronteira (Boa Vista, RB) - 2º Pelotão de Fronteira (Ipiranga, AM) - 3º Pelotão de Fronteira (Japurá, AM) - 4º Pelotão de Fronteira (Cucuí, AM) - 7º Pelotão de Fronteira (Príncipe da Beira, RO) - 8º Pelotão de Fronteira (Palmeiras, AM) - 9º Pelotão de Fronteira (Estirão do Equador, AM) - 10º Pelotão de Fronteira (Brasileia, AC) - 11º Pelotão de Fronteira (Thaumaturgo, AC) |

| Comando Militar de Brasília (Brasília, DF) |
| --- |
| 11ª Região Militar (Brasília, DF) - Companhia de Polícia do Exército da 11ª Região Militar (Brasília, DF) - Batalhão da Guarda Presidencial (Brasília, DF) - 6º Batalhão de Caçadores (Ipameri, GO) - 10º Batalhão de Caçadores (Goiânia, GO) - 1ª Bateria Independente de Canhões Automáticos Antiaéreos (Brasília, DF) |

### 1980
| I Exército (Rio de Janeiro, RJ) |
| --- |
| 1º Batalhão de Guardas (Rio de Janeiro, RJ) 1º Batalhão de Polícia do Exército (Rio de Janeiro, RJ) 2º Regimento de Cavalaria de Guarda 1º Batalhão de Comunicações de Exército (Rio de Janeiro, RJ) 2º Batalhão Ferroviário (Araguari, MG) 1ª Região Militar - Artilharia de Costa da 1ª Região Militar (Rio de Janeiro, RJ) - 2º Grupo de Artilharia de Costa (Rio de Janeiro, RJ) - 3º Grupo de Artilharia de Costa (Rio de Janeiro, RJ) - 8º Grupo de Artilharia de Costa Motorizado (Rio de Janeiro, RJ) - 1ª Bateria do 1º Grupo de Artilharia de Costa Motorizado (Niterói, RJ) - 1ª Bateria do 10º Grupo de Artilharia de Costa Motorizado (Macaé, RJ) 1ª Divisão de Exército (Rio de Janeiro, RJ) - 1ª Brigada de Infantaria Motorizada (Rio de Janeiro, RJ) - 22º Batalhão de Infantaria Motorizado (Barra Mansa, RJ) - 32º Batalhão de Infantaria Motorizado (Petrópolis, RJ) - 21º Grupo de Artilharia de Campanha (Rio de Janeiro, RJ) - 19º Batalhão Logístico (Rio de Janeiro, RJ) - 1º Esquadrão de Cavalaria Mecanizado (Rio de Janeiro, RJ) - 21ª Bateria de Artilharia Antiaérea (Rio de Janeiro, RJ) - 21º Pelotão de Polícia do Exército (Petrópolis, RJ) - 2ª Brigada de Infantaria (Niterói, RJ) - 3º Batalhão de Infantaria (São Gonçalo, RJ) - 38º Batalhão de Infantaria (Vila Velha, ES) - 56º Batalhão de Infantaria (Campos, RJ) - 30º Grupo de Artilharia de Campanha (Niterói, RJ) - 22º Pelotão de Polícia do Exército (Niterói, RJ) - 9ª Brigada de Infantaria Motorizada (Escola) (Rio de Janeiro, RJ) - 1º Batalhão de Infantaria Motorizado (Escola) (Rio de Janeiro, RJ) - 2º Batalhão de Infantaria Motorizado (Escola) (Rio de Janeiro, RJ) - 57º Batalhão de Infantaria Motorizado (Escola) (Rio de Janeiro, RJ) - 31º Grupo de Artilharia de Campanha (Escola) (Rio de Janeiro, RJ) - 25º Batalhão Logístico (Escola) (Rio de Janeiro, RJ) - 9º Esquadrão de Cavalaria Mecanizado (Escola) (Rio de Janeiro, RJ) - 9ª Companhia de Engenharia de Combate (Escola) (Rio de Janeiro, RJ) - 9ª Bateria de Artilharia Antiaérea (Rio de Janeiro, RJ) - 9ª Companhia de Comunicações (Escola) (Rio de Janeiro, RJ) - 5ª Brigada de Cavalaria Blindada (Rio de Janeiro, RJ) - 1º Regimento de Carros de Combate (Rio de Janeiro, RJ) - 3º Regimento de Carros de Combate (Rio de Janeiro, RJ) - 24º Batalhão de Infantaria Blindada (Rio de Janeiro, RJ) - 1º Grupo de Artilharia de Campanha Autopropulsada (Rio de Janeiro, RJ) - 1º Batalhão Logístico (Rio de Janeiro, RJ) - 5ª Bateria de Artilharia Antiaérea (Rio de Janeiro, RJ) - 1ª Companhia de Comunicações Blindada (Rio de Janeiro, RJ) - Artilharia Divisionária da 1ª Divisão de Exército (Rio de Janeiro, RJ) - 11º Grupo de Artilharia de Campanha (155) (Rio de Janeiro, RJ) - 1º Grupo de Artilharia Antiaérea (Rio de Janeiro, RJ) - 15º Regimento de Cavalaria Mecanizada (Rio de Janeiro, RJ) - 1º Batalhão de Comunicações Divisionário (Rio de Janeiro, RJ) - 21º Batalhão Logístico (Rio de Janeiro, RJ) - 1ª Companhia de Polícia do Exército (Rio de Janeiro, RJ) Brigada Paraquedista (Rio de Janeiro, RJ) - 25º Batalhão de Infantaria Paraquedista (Rio de Janeiro, RJ) - 26º Batalhão de Infantaria Paraquedista (Rio de Janeiro, RJ) - 27º Batalhão de Infantaria Paraquedista (Rio de Janeiro, RJ) - 8º Grupo de Artilharia de Campanha Paraquedista (Rio de Janeiro, RJ) - 20º Batalhão Logístico Paraquedista (Rio de Janeiro, RJ) - 1ª Companhia de Engenharia de Combate Paraquedista (Rio de Janeiro, RJ) - 20ª Companhia de Comunicações Paraquedista (Rio de Janeiro, RJ) 4ª Região Militar (Juiz de Fora, MG) - 3ª Companhia de Guardas 4ª Divisão de Exército (Juiz de Fora, MG) - 4ª Brigada de Infantaria Motorizada (Belo Horizonte, MG) - 10º Batalhão de Infantaria (Juiz de Fora, MG) - 11º Batalhão de Infantaria (São João Del-Rei, MG) - 12º Batalhão de Infantaria (Belo Horizonte, MG) - 55º Batalhão de Infantaria Motorizado (Montes Claros, MG) - 4º Grupo de Artilharia de Campanha (Juiz de Fora, MG) - 17º Batalhão Logístico (Santos Dumont, MG) - Artilharia Divisionária da 4ª Divisão de Exército (Pouso Alegre, MG) - 14º Grupo de Artilharia de Campanha (155) (Pouso Alegre, MG) - 4º Batalhão de Engenharia de Combate (Itajubá, MG) - 4ª Companhia de Comunicações (Belo Horizonte, MG) - 4ª Companhia de Polícia do Exército (Belo Horizonte, MG) |

| II Exército (São Paulo, SP) |
| --- |
| 2º Batalhão de Guardas (São Paulo, SP) 2º Batalhão de Polícia do Exército (São Paulo, SP) 2º Divisão de Exército (São Paulo, SP) - 11ª Brigada de Infantaria Blindada (Campinas, SP) - 2º Regimento de Carros de Combate (Pirassununga, SP) - 4º Batalhão de Infantaria Blindada (Quitaúna, SP) - 28º Batalhão de Infantaria Blindada (Campinas, SP) - 37º Batalhão de Infantaria Motorizado (Lins, SP) - 2º Grupo de Artilharia de Campanha Autopropulsada (Itu, SP) - 11ª Bateria de Artilharia Antiaérea (Itu, SP) - 2º Batalhão Logístico (Campinas, SP) - 11º Esquadrão de Cavalaria Mecanizada (São Paulo, SP) - 2ª Companhia de Comunicações (Jundiaí, SP) - 11º Pelotão de Polícia do Exército (Campinas, SP) - 12ª Brigada de Infantaria (Caçapava, SP) - 5º Batalhão de Infantaria (Lorena, SP) - 6º Batalhão de Infantaria (Caçapava, SP) - 39º Batalhão de Infantaria Motorizado (Quitaúna, SP) - 20º Grupo de Artilharia de Campanha (Barueri, SP) - 12ª Bateria de Artilharia Antiaérea (Taubaté, SP) - 12º Pelotão de Polícia do Exército (Caçapava, SP) - Artilharia Divisionária da 2ª Divisão de Exército (Santos, SP) - 12º Grupo de Artilharia de Campanha (155) (Osasco, SP) - 2º Grupo de Artilharia Antiaérea (Quitaúna, SP) - 2º Batalhão de Caçadores (São Vicente, SP) - 2º Batalhão de Engenharia de Combate (Pindamonhangaba, SP) - 22º Batalhão Logístico (Barueri, SP) 9ª Região Militar (Campo Grande, MS) - 9ª Companhia de Guardas (Campo Grande, MS) - 1ª Bateria do 6º Grupo de Artilharia de Costa Motorizado (Coimbra, MT) 9ª Divisão de Exército (Campo Grande, MS) - 13ª Brigada de Infantaria Motorizada (Cuiabá, MT) - 44º Batalhão de Infantaria Motorizado (Cuiabá, MT) - 58º Batalhão de Infantaria Motorizado (Aragarças, GO) - 66º Batalhão de Infantaria Motorizado (Cáceres, MT) - 18º Grupo de Artilharia de Campanha (Rondonópolis, MT) - 13º Pelotão de Polícia do Exército (Cuiabá, MT) - 2ª Brigada Mista (Corumbá, MS) - 17º Batalhão de Caçadores (Corumbá, MS) - 47º Batalhão de Infantaria (Coxim, MS) - 2ª Companhia de Fronteira (Porto Murtinho, MS) - 4ª Brigada de Cavalaria Mecanizada (Campo Grande, MS) - 10º Regimento de Cavalaria (Bela Vista, MS) - 11º Regimento de Cavalaria (Ponta Porã, MS) - 17º Regimento de Cavalaria (Amambaí, MS) - 1º Esquadrão do 4º Regimento de Reconhecimento Mecanizado (Campo Grande, MS) - 1º Esquadrão do 4º Regimento de Cavalaria Motorizado (Três Lagoas, MS) - 9º Grupo de Artilharia de Campanha (Nioaque, MS) - 9º Batalhão de Engenharia de Combate (Aquidauana, MS) - 14ª Companhia de Comunicações (Campo Grande, MS) - 14ª Companhia de Polícia do Exército (Campo Grande, MS) |

| III Exército (Porto Alegre, RS) |
| --- |
| 3º Regimento de Cavalaria de Guarda (Porto Alegre, RS) 1º Batalhão Ferroviário (Lages, SC) 3º Batalhão de Polícia do Exército (Porto Alegre, RS) 33º Batalhão de Infantaria Motorizado (Jaguarão, RS) 3º Batalhão de Comunicações de Exército (Porto Alegre, RS) 1ª Companhia de Guardas (Porto Alegre, RS) 3ª Divisão de Exército (Santa Maria, RS) - 6ª Brigada de Infantaria Blindada (Santa Maria, RS) - 4º Regimento de Carros de Combate (Rosário do Sul, RS) - 7º Batalhão de Infantaria Blindado (Santa Maria, RS) - 29º Batalhão de Infantaria Blindado (Santa Maria, RS) - 8º Batalhão de Infantaria Motorizado (Santa Cruz do Sul, RS) - 3º Grupo de Artilharia de Campanha Autopropulsado (Santa Maria, RS) - 4º Batalhão Logístico (Santa Maria, RS) - 3ª Companhia de Comunicações (Santa Maria, RS) - 6ª Bateria de Artilharia Antiaérea (Santa Maria, RS) - 16ª Brigada de Infantaria Motorizada (Santo Ângelo, RS) - 17º Batalhão de Infantaria (Cruz Alta, RS) - 61º Batalhão de Infantaria Motorizado (Santo Ângelo, RS) - 19º Regimento de Reconhecimento Mecanizado (Santa Rosa, RS) - 3º Esquadrão do 1º Regimento de Cavalaria Motorizado (Passo Fundo, RS) - 27º Grupo de Artilharia de Campanha (Ijuí, RS) - 1ª Brigada de Cavalaria Mecanizada (Santiago, RS) - 1º Regimento de Cavalaria Mecanizado (Itaqui, RS) - 2º Regimento de Cavalaria Mecanizado (São Borja, RS) - 4º Regimento de Cavalaria Blindado (São Luiz Gonzaga, RS) - 19º Grupo de Artilharia de Campanha (Santiago, RS) - 19º Batalhão Logístico (Santiago, RS) - 11ª Companhia de Comunicações (Santiago, RS) - 1º Pelotão de Polícia do Exército (Santiago, RS) - 2ª Brigada de Cavalaria Mecanizada (Uruguaiana, RS) - 5º Regimento de Cavalaria Mecanizado (Quaraí, RS) - 8º Regimento de Cavalaria Mecanizado (Uruguaiana, RS) - 6º Regimento de Cavalaria Blindado (Alegrete, RS) - 22º Grupo de Artilharia de Campanha (Uruguaiana, RS) - 3ª Bateria de Artilharia Antiaérea (Uruguaiana, RS) - 12º Batalhão de Engenharia de Combate (Alegrete, RS) - 10º Batalhão Logístico (Alegrete, RS) - 12ª Companhia de Comunicações (Alegrete, RS) - 1º Pelotão de Polícia do Exército (Uruguaiana, RS) - Artilharia Divisionária da 3ª Divisão de Exército (Cruz Alta, RS) - 13º Grupo de Artilharia de Campanha (Cachoeira do Sul, RS) - 29º Grupo de Artilharia de Campanha (Cruz Alta, RS) - 3º Batalhão de Engenharia de Combate (Cachoeira do Sul, RS) 6ª Divisão de Exército (Porto Alegre, RS) - 8ª Brigada de Infantaria Motorizada (Pelotas, RS) - 9º Batalhão de Infantaria Motorizado (Pelotas, RS) - 18º Batalhão de Infantaria Motorizado (Porto Alegre, RS) - 19º Batalhão de Infantaria Motorizado (São Leopoldo, RS) - 6º Grupo de Artilharia de Campanha (Rio Grande, RS) - 3ª Brigada de Cavalaria Mecanizada (Bagé, RS) - 3º Regimento de Cavalaria Mecanizado (Bagé, RS) - 7º Regimento de Cavalaria Mecanizado (Livramento, RS) - 14º Regimento de Cavalaria Mecanizado (Dom Pedrito, RS) - 9º Regimento de Cavalaria Blindado (São Gabriel, RS) - 25º Grupo de Artilharia de Campanha (Bagé, RS) - 3º Batalhão Logístico (Bagé, RS) - 2ª Bateria de Artilharia Antiaérea (Livramento, RS) - 13ª Companhia de Comunicações (São Gabriel, RS) - 3º Pelotão de Polícia do Exército (Bagé, RS) - Artilharia Divisionária da 6ª Divisão de Exército (Porto Alegre, RS) - 16º Grupo de Artilharia de Campanha (São Leopoldo, RS) - 3º Grupo de Artilharia Antiaérea (Caxias do Sul, RS) - 12º Regimento de Cavalaria Mecanizado (Porto Alegre, RS) - 6º Batalhão de Comunicações Divisionário (Bento Gonçalves, RS) - 8º Batalhão Logístico (Porto Alegre, RS) 5ª Região Militar (Curitiba, PR) 5ª Divisão de Exército (Curitiba, PR) - 5ª Brigada de Infantaria Blindada (Ponta Grossa, PR) - 5º Regimento de Carros de Combate (Rio Negro, PR) - 13º Batalhão de Infantaria Blindado (Ponta Grossa, PR) - 20º Batalhão de Infantaria Blindado (Curitiba, PR) - 30º Batalhão de Infantaria Motorizado (Apucarana, PR) - 5º Grupo de Artilharia de Campanha Autopropulsado (Curitiba, PR) - 5º Batalhão Logístico (Curitiba, PR) - 5º Esquadrão de Cavalaria Mecanizado (Curitiba, PR) - 5ª Companhia de Comunicações (Curitiba, PR) - 25º Pelotão de Polícia do Exército (Ponta Grossa, PR) - 14ª Brigada de Infantaria Motorizada - 23º Batalhão de Infantaria (Blumenau, SC) - 62º Batalhão de Infantaria (Joinville, SC) - 63º Batalhão de Infantaria (Florianópolis, SC) - 28º Grupo de Artilharia de Campanha (Criciúma, SC) - 3ª Companhia de Infantaria (Tubarão, SC) - 15ª Brigada de Infantaria Motorizada - 34º Batalhão de Infantaria Motorizado (Foz do Iguaçu, PR) - 26ª Grupo de Artilharia de Campanha (Guarapuava, PR) - 5ª Companhia de Fronteira (Guaíra, PR) - 2ª Companhia de Infantaria (Francisco Beltrão, PR) - 2º Esquadrão Independente de Cavalaria (Palmas, PR) - 1º Esquadrão do 21º Regimento de Cavalaria Mecanizado (São Miguel do Oeste, SC) - Artilharia Divisionária da 5ª Divisão de Exército (Curitiba, PR) - 15º Grupo de Artilharia de Campanha (Lapa, PR) - 5º Batalhão de Engenharia de Combate (Porto União, SC) - 5ª Companhia de Polícia do Exército (Curitiba, PR) |

| IV Exército (Recife, PE) |
| --- |
| 4º Batalhão de Polícia do Exército (Olinda, PE) 4º Batalhão de Comunicações de Exército (Recife, PE) 1º Grupamento de Engenharia de Construção (João Pessoa, PB) - 2º Batalhão de Engenharia de Construção (Teresina, PI) - 3º Batalhão de Engenharia de Construção (Picos, PI) - 4º Batalhão de Engenharia de Construção (Barreiras, BA) 6ª Região Militar (Salvador, BA) - 19º Batalhão de Caçadores (Salvador, BA) - 28º Batalhão de Caçadores (Aracaju, SE) - Companhia de Polícia do Exército da 6ª Região Militar (Salvador, BA) - 14ª Bateria de Artilharia Antiaérea (Salvador, BA) - 1ª Companhia de Infantaria (Paulo Afonso, BA) 7ª Região Militar (Recife, PE) - 2ª Companhia de Guardas (Recife, PE) 7ª Divisão de Exército (Recife, PE) - 7ª Brigada de Infantaria Motorizada (Natal, RN) - 15º Batalhão de Infantaria Motorizado (João Pessoa, PB) - 16º Batalhão de Infantaria Motorizado (Natal, RN) - 31º Batalhão de Infantaria Motorizado (Caicó, RN) - 17º Grupo de Artilharia de Campanha (Natal, RN) - 5ª Companhia de Infantaria (Campina Grande, PB) - 7º Pelotão de Polícia do Exército (Natal, RN) - 10ª Brigada de Infantaria Motorizada (Recife, PE) - 14º Batalhão de Infantaria Motorizado (Jaboatão, PE) - 59º Batalhão de Infantaria Motorizado (Maceió, AL) - 71º Batalhão de Infantaria Motorizado (Garanhuns, PE) - 72º Batalhão de Infantaria Motorizado (Petrolina, PE) - 7º Grupo de Artilharia de Campanha (Olinda, PE) - 10º Esquadrão de Cavalaria Mecanizado (Recife, PE) - 7ª Companhia de Comunicações (Recife, PE) - 16º Regimento de Cavalaria Mecanizado (Bayeux, PB) - 7º Batalhão de Engenharia de Combate (Natal, RN) - 14º Batalhão Logístico (Recife, PE) 10ª Região Militar (Fortaleza, CE) - 23º Batalhão de Caçadores (Fortaleza, CE) - 24º Batalhão de Caçadores (São Luís, MA) - 25º Batalhão de Caçadores (Teresina, PI) - 40º Batalhão de Infantaria (Cratéus, CE) - 10º Grupo de Artilharia de Campanha (Fortaleza, CE) - 10ª Companhia de Guardas (Fortaleza, CE) |

| Comando Militar da Amazônia (Manaus, AM) |
| --- |
| 1º Batalhão de Infantaria de Selva (Manaus, AM) 8ª Região Militar (Belém, PA) - 2º Batalhão de Infantaria de Selva (Belém, PA) - 1ª Companhia do 3º Batalhão de Fronteira (Clevelândia, AP) - 5ª Companhia de Guardas (Belém, PA) 12ª Região Militar (Manaus, AM) - 1ª Companhia de Comunicações (Manaus, AM) - 12ª Companhia de Polícia do Exército (Manaus, AM) - 4º Pelotão de Fronteira (Cucuí, AM) Comando de Fronteira de Roraima (Boa Vista, RR) - 2º Batalhão Especial de Fronteira (Boa Vista, RR) Comando de Fronteira do Solimões (Tabatinga, AM) - 1º Batalhão Especial de Fronteira (Tabatinga, AM) 2º Grupamento de Engenharia de Construção (Manaus, AM) - 1º Batalhão de Engenharia de Construção (São Gabriel da Cachoeira, AM) - 5º Batalhão de Engenharia de Construção (Porto Velho, RO) - 6º Batalhão de Engenharia de Construção (Boa Vista, RR) - 7º Batalhão de Engenharia de Construção (Cruzeiro do Sul, AC) - 8º Batalhão de Engenharia de Construção (Santarém, PA) 17ª Brigada de Infantaria de Selva (Porto Velho, RO) - 4º Batalhão Especial de Fronteira (Rio Branco, AC) - 6º Batalhão Especial de Fronteira (Guajará-Mirim, RO) - 54º Batalhão de Infantaria de Selva (Humaitá, AM) 23ª Brigada de Infantaria de Selva (Marabá, PA) - 50º Batalhão de Infantaria de Selva (Imperatriz, MA) - 51º Batalhão de Infantaria de Selva (Altamira, PA) - 52º Batalhão de Infantaria de Selva (Marabá, PA) - 53º Batalhão de Infantaria de Selva (Itaituba, PA) |

| Comando Militar do Planalto (Brasília, DF) |
| --- |
| Batalhão da Guarda Presidencial (Brasília, DF) 1º Regimento de Cavalaria de Guardas (Brasília, DF) Batalhão de Polícia do Exército de Brasília (Brasília, DF) 11ª Região Militar (Brasília, DF) 3ª Brigada de Infantaria Motorizada (Goiânia, GO) - 36º Batalhão de Infantaria Motorizado (Uberlândia, MG) - 41º Batalhão de Infantaria Motorizado (Jataí, GO) - 42º Batalhão de Infantaria Motorizado (Goiânia, GO) - 43º Batalhão de Infantaria Motorizado (Cristalina, GO) - 32º Grupo de Artilharia de Campanha (Brasília, DF) - 16º Batalhão Logístico (Brasília, DF) - 3º Esquadrão de Cavalaria Mecanizado (Brasília, DF) - 6ª Companhia de Comunicações (Brasília, DF) - 1ª Bateria de Artilharia Antiaérea (Brasília, DF) - 23ª Companhia de Engenharia de Combate (Ipameri, GO) |

### Citações
1. ↑  Villas-Bôas 2014, p. 93-94.
2. ↑  Dreifuss & Dulci 2008, p. 144-145.
3. ↑  Zimmermann 2013, p. 100-104.
4. ↑  Chirio 2012, p. 231-237.
5. 1 2  Dreifuss & Dulci 2008, p. 159-160.
6. 1 2  Campos 2011, p. 76.
7. ↑  Dreifuss & Dulci 2008, p. 167-168.
8. ↑  Bicudo 2000, p. 94-95.
9. ↑  Espírito Santo Júnior & Meireles 2022, p. 86.
10. 1 2  Dreifuss & Dulci 2008, p. 160-161.
11. 1 2 3 4 5  Manwaring 1981.
12. ↑  Dreifuss & Dulci 2008, p. 166.
13. ↑  Strachman & Degl'lesposti 2010, p. 39.
14. ↑  Franko 1994, p. 38.
15. 1 2  Villas-Bôas 2014, p. 32.
16. ↑  Oliveira 2005, p. 84-87.
17. 1 2  Dreifuss & Dulci 2008, p. 160-166.
18. ↑  Strachman & Degl'lesposti 2010, p. 39-40.
19. ↑  Amorim Júnior 2001, p. 107.
20. ↑  Hickert 2019.
21. ↑  Villas-Bôas 2014.
22. ↑  Campos 2011, p. 75-76.
23. ↑  Pedrosa 2018, p. 104-105.
24. ↑  Kuhlmann 2007, p. 87-88.
25. ↑  Pedrosa 2018, p. 234.
26. 1 2  Ceará 2011, p. 82.
27. ↑  Kuhlmann 2007, p. 98.
28. ↑  Pedrosa 2018, p. 99.
29. ↑  Pedrosa 2018, p. 105.
30. ↑  Campos 2011, p. 75.
31. ↑  Ceará 2011, p. 81.
32. ↑  Campos 2011, p. 76-78.
33. ↑  Dreifuss & Dulci 2008, p. 146.
34. ↑  Pedrosa 2018, p. 101.
35. ↑  Pedrosa 2018, p. 29.
36. ↑  Frederici 2003, p. 50-53.
37. 1 2  Pedrosa 2018, p. 94-97 e 103.
38. ↑  Silva 2013, p. 84.
39. ↑  Viana 2020, p. 248-249.
40. ↑  Campos 2011, p. 82-83.
41. 1 2  Siqueira 2019, p. 29.
42. ↑  Oliveira 2005, p. 91-95.
43. ↑  Pedrosa 2018, p. 100-101.
44. 1 2  Kuhlmann 2007, p. 101.
45. ↑  Oliveira 2005, p. 51.
46. ↑  Campos 2011, p. 80-81.
47. ↑  Pedrosa 2018, p. 161-162.
48. ↑  Campos 2011, p. 82.
49. ↑  Pedrosa 2018, p. 236.
50. ↑  Campos 2011, p. 71-74.
51. ↑  Ceará 2011, p. 81-82.
52. ↑  Daróz 2022, p. 58-59.
53. ↑  Pedrosa 2018, p. 109.
54. 1 2  Siqueira 2019, p. 26.
55. ↑  Silva 2013, p. 80-81.
56. ↑  Siqueira 2019, p. 28-29.
57. ↑  Pedrosa 2018, p. 235-256.
58. ↑  Campos 2011, p. 83.
59. 1 2  Rodrigues 2020, p. 56-57.
60. ↑  Pedrosa 2018, p. 162.
61. ↑  Daróz 2022, p. 59-60.
62. ↑  Pedrosa 2018, p. 166-167.
63. ↑  Siqueira 2019, p. 30-31.
64. ↑  Siqueira 2019, p. 28 e 36.
65. ↑  Pedrosa 2018, p. 208-224 e 232.
66. ↑  Ludwig 1986, p. 59.
67. ↑  Silva 2013, p. 87-93.
68. ↑  Siqueira 2019, p. 30.
69. ↑  Silva 2013, p. 86-87.
70. ↑  Pedrosa 2018, p. 209.
71. ↑  Kuhlmann 2007, p. 144-146.
72. 1 2  Kuhlmann 2007, p. 114.
73. ↑  Silva 2013, p. 99.
74. ↑  Kuhlmann 2007, p. 157-158.
75. ↑  Silva 2013, p. 100-102.
76. ↑  Kuhlmann 2007, p. 115.
77. ↑  Campos 2011, p. 200.
78. ↑  Pedrosa 2018, p. 21 e 105.
79. ↑  Savian 2014, p. 177-179.
80. ↑  Pedrosa 2018, p. 106.
81. ↑  Pedrosa 2018, p. 189.
82. 1 2  Pedrosa 2018, p. 145-146, 170, 172, 191-192, 206, 212-213 e 222.
83. ↑  Daróz 2022, p. 61.
84. ↑  Pedrosa 2018, p. 105, 108, 144, 157-159 e 214.
85. ↑  Silva 2013, p. 98.
86. ↑  Savian 2014, p. 200.
87. ↑  Pedrosa 2018, p. 185.
88. ↑  Savian 2014, p. 202.
89. ↑  Pedrosa 2018, p. 210.
90. ↑  Pedrosa 2018, p. 157-159, 175 e 194.
91. ↑  Daróz 2022, p. 61-62.
92. ↑  Pedrosa 2018, p. 190.
93. ↑  Bastos 2017.
94. 1 2  Pedrosa 2018, p. 106-107, 145-146, 182-183, 190 e 210.
95. 1 2  Paes 2020, p. 15-20.
96. ↑  Flôres 2020, p. 54 e 122-123.
97. ↑  Pedrosa 2018, p. 190-191, 210 e 234.
98. ↑  Pedrosa 2018, p. 173 e 211.
99. ↑  Pedrosa 2018, p. 145-146 e 163.
100. ↑  Siqueira 2019, p. 25-27.
101. ↑  Pedrosa 2018, p. 212.
102. ↑  BRASIL, Decreto nº 41.186, de 20 de Março de 1957. Trata da organização das Fôrças Terrestres e dos órgãos Territoriais em tempo de paz. Diário Oficial da União, Rio de Janeiro, p. 6614, 21 de março de 1957.
103. ↑  Daróz 2022, p. 58.
104. ↑  Pedrosa 2018, p. 108, 146 e 213.
105. ↑  Pedosa 2018, p. 68-69.
106. ↑  Daróz 2022, p. 60-61.
107. 1 2 3  Pedrosa 2018, p. 170-185 e 214-218.
108. ↑  Pedrosa 2018, p. 96 e 181.
109. ↑  Pedrosa 2018, Apêndice 4.
110. 1 2  Frederici 2003, p. 46-48.
111. ↑  Kuhlmann 2007, p. 109-111.
112. ↑  Siqueira 2019, p. 18.
113. ↑  Pedrosa 2018, Apêndices 3 e 4.
114. 1 2  Kuhlmann 2007, p. 116-117.
115. ↑  Oliveira 2005, p. 74 e 90.
116. ↑  Pedrosa 2018, p. 186-189 e 235.
117. ↑  Rodrigues 2020, p. 57.